# Кан Ювэй
Кан Ювэй (кит. трад. 康有為, упр. 康有为, пиньинь Kāng Yǒuwéi, кант. Hōng Yáuhwàih; 19 марта 1858 — 31 марта 1927) — китайский философ, реформатор эпохи Цин, каллиграф. Возглавлял движение за реформы 1898 года, поддержанное императором Гуансюем. Апологет конституционной монархии, один из первых теоретиков китайского национализма. В 1917 году настаивал на установлении конституционной монархии после Синьхайской революции, свергнувшей последнюю императорскую династию Цин. В 1898—1913 годах проживал за пределами Китая, посетил более 30 стран мира, совершил три кругосветных путешествия. Являлся одним из первых китайских мыслителей, имевших возможность лично изучать достижения западной цивилизации. Некоторые сочинения изданы посмертно. Его социальные и политические идеи никогда не были реализованы на практике.

## Биография

### Происхождение
В автобиографии «Моя история» (кит. трад. 我史, пиньинь Wŏ shĭ) Кан Ювэй сообщал: «достигнув на мне двадцати одного поколения, семья насчитывала тринадцать колен учёных». Сяо Гунцюань установил, что это литературное преувеличение, и до XVII века в семье Канов не было конфуцианских учёных-чиновников (гуань кит. 官). Кан Ювэй стремился вывести своё происхождение от культурного героя и утверждал, что его клан восходит к восьмому сыну чжоуского Вэнь-вана по имени Кан Шу (кит. 康叔), который считался родоначальником китайской медицины. Документально засвидетельствовано, что семейство Канов обосновалось в Гуандуне только в XIII веке и что только в девятом поколении — в середине XVII века — в нём появился «ши»-книжник (кит. 師).
В 1804 году представитель 17-го поколения Кан Хуэй получил конфуцианскую учёную степень, сдав соответствующий государственный экзамен, и основал собственную школу, которая подготовила несколько сотен учеников. Школу унаследовал его младший сын Кан Шипэн, прадед Кан Ювэя. Дед, Кан Цзаньсю (1807—1877), имел учёную степень цзюйжэнь. У него было три сына, старший из которых — Кан Дачу (1831—1868), отец Кан Ювэя, — обучался у известного неоконфуцианца Чжу Цыци. Кан Цзаньсю дослужился до звания инспектора уездных училищ, его сыновья служили уездными начальниками в разных провинциях, участвовали в подавлении Тайпинского восстания. Подсчитано, что из семидесяти старших предков Кан Ювэя — потомков Кан Хуэя — только одиннадцать в той или иной степени были связаны с конфуцианской учёностью. Из этих же семидесяти человек четырнадцать состояли на военной службе, а девять стали чиновниками, не держав испытаний на учёную степень. Вопреки заявлениям Кан Ювэя, учёные и учителя составляли меньшинство в клане. Единственным высокопоставленным членом семьи был Кан Гоци (1815—1892), который в 1860 году стал исполняющим обязанности губернатора провинции Гуанси, а в 1865 году — финансовым контролёром провинции Фуцзянь.

### Становление

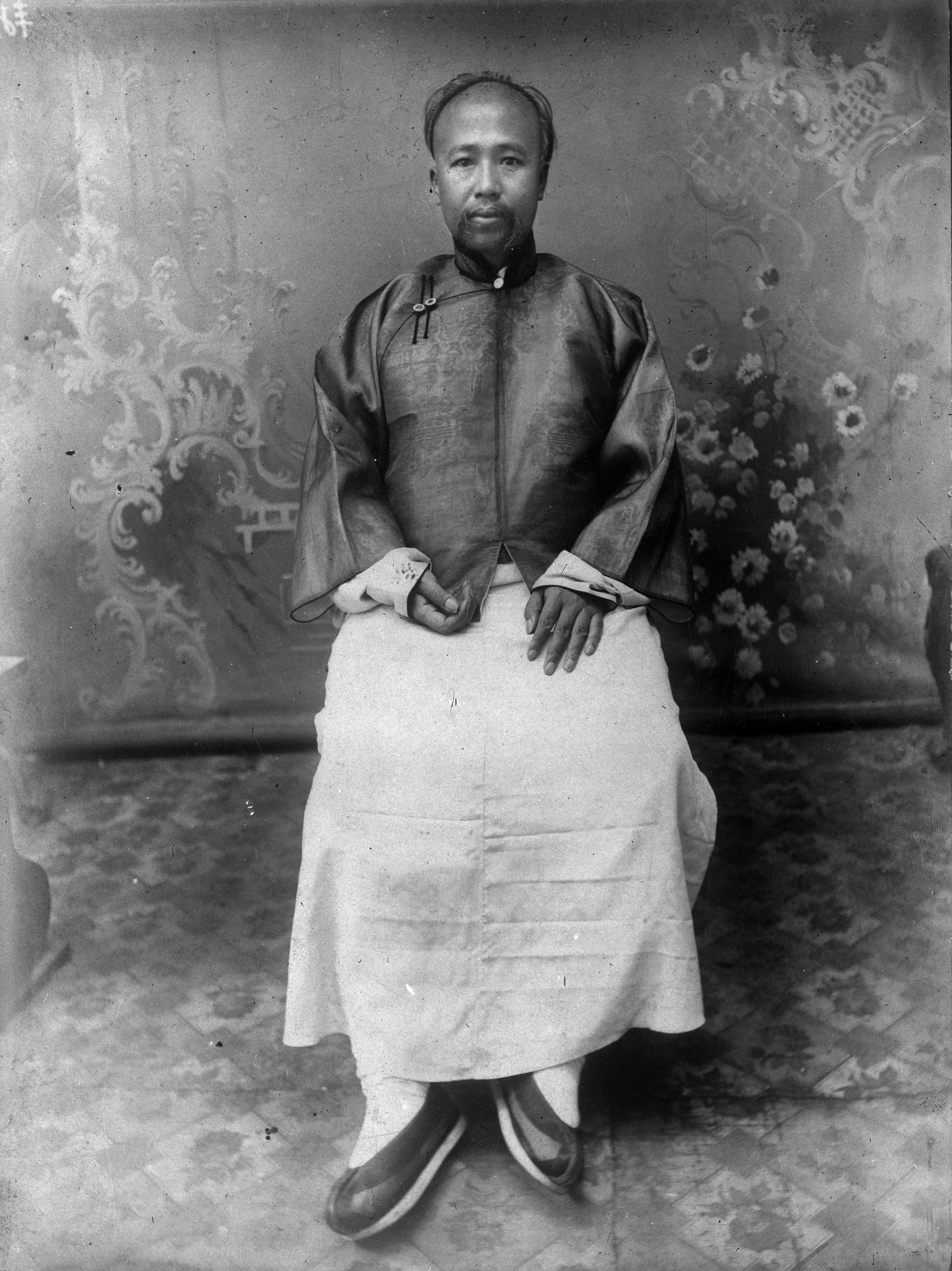
Кан Ювэй в традиционном одеянии и причёске

Кан Ювэй родился в деревне Иньтансян, расположенной в уезде Наньхай в центральной части провинции Гуандун. Детство Ювэя прошло в родной деревне, где о его развитии заботились не только родители, но также дед и двоюродные дядья. Уже в 4-летнем возрасте Ювэй помнил наизусть и декламировал сотню классических стихотворений. В пятилетнем возрасте он начал заучивать наизусть Четверокнижие и самостоятельно писать стихи, с семилетнего возраста его образованием занимался дед. В возрасте 10 лет (11 лет по китайскому счёту, ведущему возраст от зачатия) он лишился отца. После кончины отца финансовое положение семьи оказалось расстроенным, и Ювэй с сёстрами и младшим братом Гуанжэнем жил на средства матери. К 1880 году семья впала в такую бедность, что «не на что было купить тушь и писчую бумагу». Мать (Лао Ляньчжи, 1833—1913) даже использовала своё приданое, чтобы дать сыну наилучшее образование.
В семье господствовали традиционные конфуцианские отношения, согласно которым сыновей и дочерей растили в строгости, и в 1913 году Кан Ювэй вспоминал, что его сурово отчитывали за малейшее отступление от правил поведения. Вероятно, видя стойкость и решительность матери, а также старшей сестры, рано овдовевшей (всего через 19 дней после замужества) и вынужденной самостоятельно вести все дела, Ювэй пришёл к выводу, что нравственно и интеллектуально женщина равна мужчине и что традиционный конфуцианский взгляд на женщину должен быть пересмотрен.
В 12-летнем возрасте Кан Ювэя начали учить формализованному жанру «восьмичленного сочинения», без которого было невозможно сделать официальную карьеру в старом Китае. В 15-летнем возрасте он участвовал в уездном испытании на степень сюцая, в один день написав 6 сочинений, три из которых были оценены как лучшие; все шесть были включены в сборник 15 избранных, отобранных из сотни с лишним. Однако три года спустя он провалился на испытаниях на вторую степень — цзюйжэня — и упросил деда отдать его в учение к Чжу Цыци, бывшему наставником его отца.
Обучаясь у Чжу Цыци, зимой 1878—1879 годов Кан Ювэй пережил духовный кризис, увлёкся чань-буддизмом и медитативными практиками. По собственным словам, он пережил просветление и осознал себя равным великим мудрецам и основателям религий древности, в том числе самому Конфуцию. Покинув учителя, в начале 1879 года он переселился в пещеру на горе Сицяошань, предавался аскезе и изучал каноны буддизма и даосизма. Со временем он вернулся в семью и стал заниматься вопросами практического управления государством. Он изучал трактаты Гу Яньу и Гу Цзыюя, выстраивая на этой базе своё мировоззрение. Посетив британскую колонию Гонконг, Кан Ювэй открыл для себя западную цивилизацию и пришёл к выводу, что европейцев нельзя считать «варварами».
К 1881 году Кан Ювэй серьёзно подорвал здоровье напряжёнными занятиями, но тем не менее смог в 1882 году впервые совершить поездку в Пекин — на экзамены, организуемые палатой Гоцзыцзянь. На обратном пути он посетил Шанхай, где «закупил множество европейских [переводных] книг, все, что смог достать». После начала Франко-китайской войны Кан Ювэй жил в родной деревне, интенсивно занимаясь философскими изысканиями. Результат описывался в «Автобиографии» так:

Я пришёл в этот мир ради спасения массы человечества, дабы помочь избежать ей смерти и адских мук, привести сей развращённый мир к состоянию Чистой земли. Я не император и не князь, я простой учёный, но не могу наслаждаться своим положением в одиночку и не могу уважать себя, ибо единокровен всему живому. Я должен спасти всех и должен действовать для этого изо дня в день, из мига в миг. Я положил всю жизнь свою на спасение человечества. <…> Моя миссия — осуществление истинного Дао.

### Конфуцианский учитель

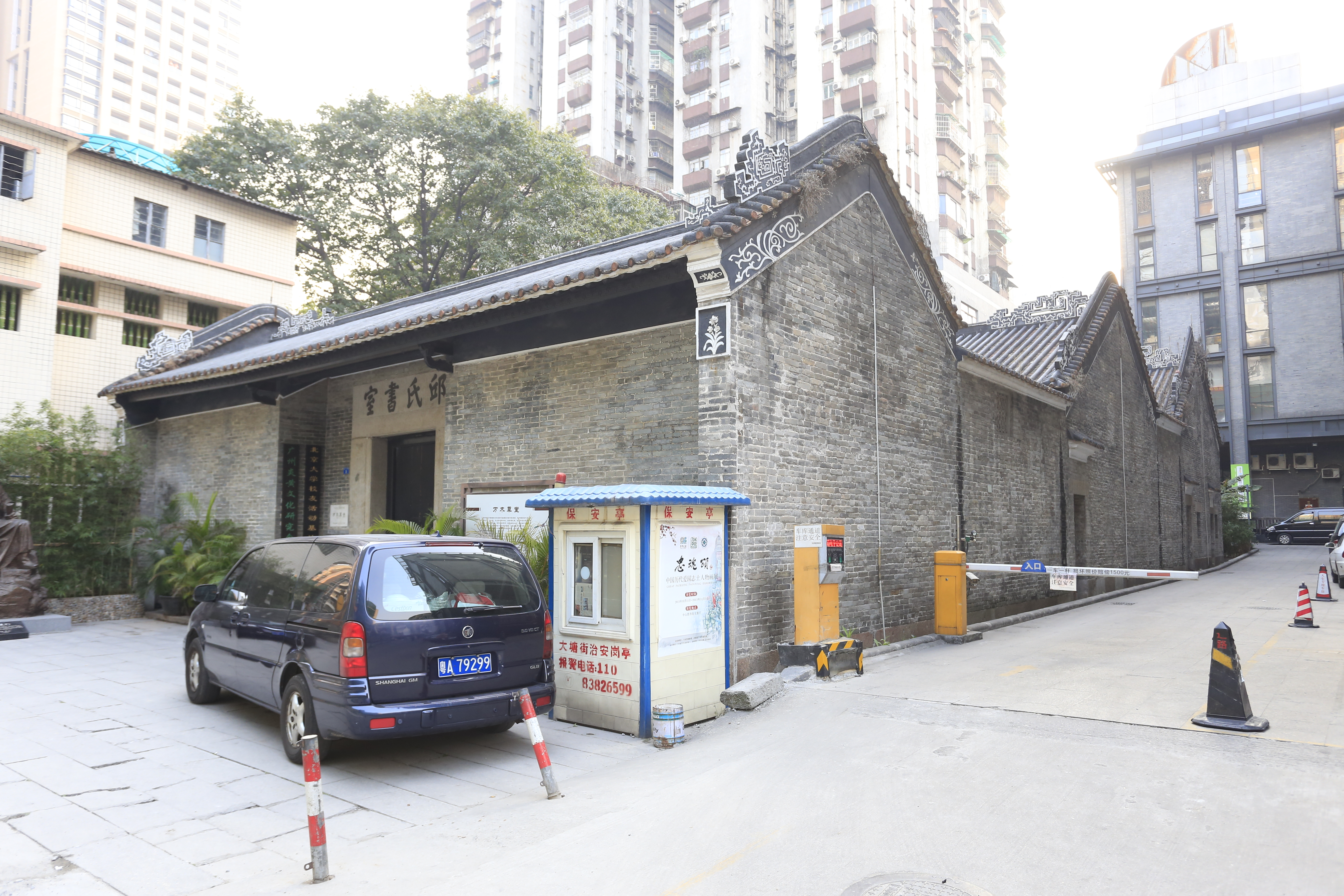
Здание школы Ваньму цаотан в Гуанчжоу. Фото 2014 года

Осенью 1888 года Кан Ювэй отправился в Пекин сдавать экзамен сянши, проводившийся тогда в присутствии императора. Он воспользовался визитом в столицу, чтобы завязать знакомства в придворных кругах, и впервые встретился с Вэн Тунхэ, совмещавшим тогда пост министра налогов и наставника государя. Кан Ювэй пытался доказать правительству, что необходимо начинать программу комплексных реформ, чтобы Китай не превратился в колонию западных держав. В январе 1889 года он подал меморандум, в котором критиковалась политика императрицы Цыси, в частности, растраты государственного бюджета и строительство дворца Ихэюань на средства, предназначенные для модернизации военно-морского флота. В результате учёный испортил отношения с высшими чиновниками экзаменационной комиссии. В «Автобиографии» он утверждал, что его сочинение оказалось третьим в списке лучших, но глава комиссии — Сюй Тун — распорядился перенести его в список «бездарностей». Кан Ювэй решил вернуться в Гуандун, посвятив жизнь образованию и науке.
В 1890 году в Гуанчжоу Кан Ювэй открыл частную школу Вань му цао тан (кит. 萬木草堂, «Соломенная хижина среди мириады древес и трав»), в программу которой были введены некоторые предметы «западной науки», а также неоконфуцианство в версии самого Кана. Его учениками сделались Лян Цичао и Чэнь Цяньцю (1869—1895), уже тогда отличавшиеся способностями. Вместе с ними Кан Ювэй разработал специфическую историко-филологическую концепцию, нашедшую отражение в двух трудах: «Исследование подложных канонов Синьского учения» (кит. 新学伪经考, 1891 год) и «Исследование учения Конфуция об изменении правления» (кит. 孔子改制考, вышла в свет в 1896 году). В школе проводились ритуалы, напоминавшие о временах Конфуция, а также был принят календарь от его рождения. Интересной особенностью учительской деятельности Кана было то, что все студенты были обязаны вести дневники, которые в конце месяца сдавались наставнику для контроля и проверки. Записи должны были делаться по шести разделам: 1) воспитание духа, 2) улучшение поведения, 3) общение с людьми, 4) совершённые поступки, 5) прочитанные книги, 6) текущие политические дела.

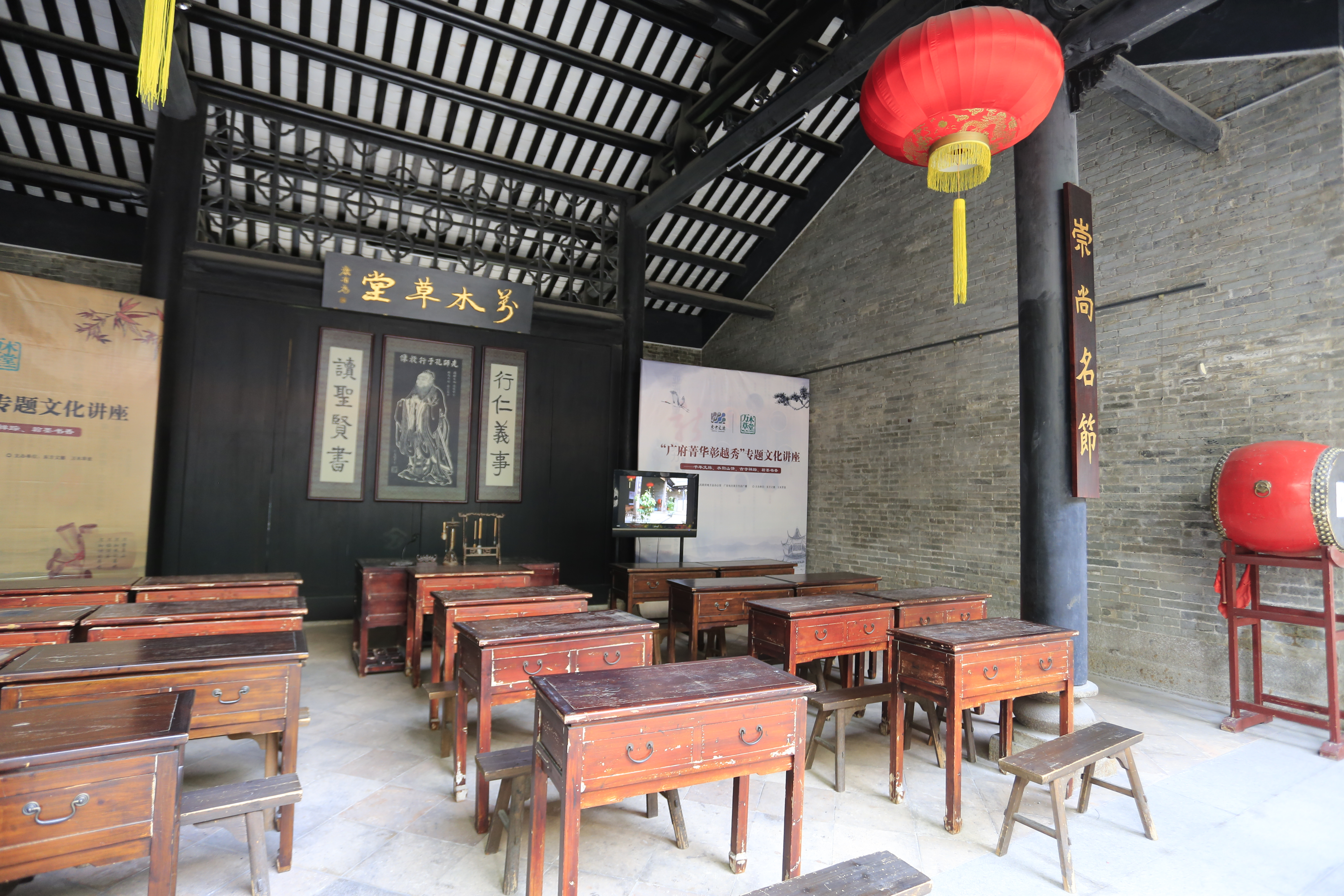
Учебное помещение в школе «Ваньму цаотан»

В трактате «Исследование подложных канонов Синьского учения» Кан Ювэй заявил, что один из основных конфуцианских канонов «Чжоу ли» не был создан ни Чжоу-гуном, ни Конфуцием, но является продуктом фальсификации начала I века н. э., совершённой философом Лю Синем по приказу узурпатора Ван Мана для идеологического обоснования захвата власти и «проведения реформ в пику династии Хань». В книге «Исследование учения Конфуция об изменении правления» Конфуций изображался как небожитель, спустившийся на Землю, который был автором всех конфуцианских канонов, а в изображении порядков глубокой древности Конфуций аллегорически изобразил свою реформаторскую программу. Далее эзотерическое реформаторское учение Конфуция было забыто, и лишь Кан Ювэю удалось его «расшифровать». Идеи Кан Ювэя были отвергнуты всеми китайскими и европейскими учёными, ибо он, по мнению исследователей, произвольно подгонял исторические источники под свои политические доктрины. Критики, в том числе Лян Шумин, Цянь Му и другие, отмечали, что эта теория не была оригинальной, поскольку он заимствовал её у конфуцианца Ляо Пина. Радикализм учителя побудил Лян Цичао назвать Кан Ювэя «Мартином Лютером конфуцианства».
Преподавание в школе и историко-филологические труды поглощали всё время Кан Ювэя, он решил отказаться от чиновничьей карьеры и всецело посвятить себя науке и преподаванию. Однако уступив просьбам матери и дядьёв, он в Гуанчжоу в 1893 году в последний раз сделал попытку сдать экзамен на степень цзюйжэня. Работы Кан Ювэя удостоились второго места, а все три поданных им сочинения были напечатаны. Однако из-за того, что в одном из сочинений он отказался следовать традиционному комментарию и высказал собственные идеи, в итоговом конкурсе он был перенесён на восьмое место.
В конце 1893 года Кан Ювэй отправился в родное село, где происходила борьба группировок. Ещё во время Тайпинского восстания двоюродный дядя Ювэя — Кан Госи — организовал народное ополчение, а его канцелярия превратилась в орган самоуправления, контролировавший 32 деревни с населением в 50 тысяч человек. Долгое время делами канцелярии распоряжалось семейство Канов, но в начале 1890-х годов они были оттеснены отставным чиновником Чжан Сунфэнем, который установил незаконные налоги и стал всячески третировать семью Канов. К моменту приезда Кан Ювэя обе стороны собрали вооружённые отряды в несколько сот человек, но кровопролития удалось избежать. Кан Ювэй, овладев зданием канцелярии и печатями, попытался провести в уезде реформы и даже закупил книги для школы и библиотеки. Однако Чжан Сунфэнь воспользовался связями в судебных органах и обвинил Кан Ювэя в незаконном захвате власти. Кан был вынужден уехать.
В 1894 году Кан Ювэй с учеником Лян Цичао отправился в Пекин для участия в экзамене хуэйши (кит. 会试) на соискание высшей конфуцианской степени. Из-за болезни Кан вынужден был возвратиться. В августе 1894 года в Гуанчжоу Кан Ювэй был обвинён в непризнании древних авторитетов и подрыве устоев правящей династии. Благодаря ходатайству Лян Цичао в столице он был оправдан, но вынужден был переехать в Гуйлинь. В начале 1895 года он вновь отправился в Пекин на столичные экзамены, задержавшиеся из-за японо-китайской войны.

### Деятельность Кан Ювэя в 1895—1897 годах

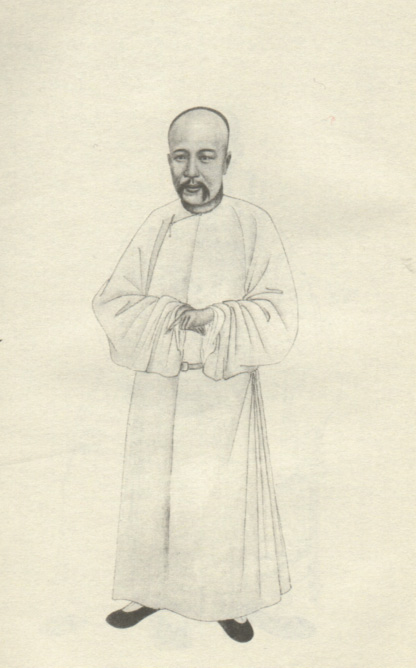
Кан Ювэй. Рисунок художника Ян Пэнцю

В апреле 1895 года был оглашён японский ультиматум Китаю; 15 апреля на квартире Кан Ювэя собрались все гуандунцы, прибывшие в Пекин на сдачу экзаменов. Вскоре к ним присоединились уроженцы Хунани. На собрании под председательством Кан Ювэя было принято обращение к императору не ратифицировать договор; обращение подписали более 80 человек. 30 апреля и 1 мая под началом Кана прошли патриотические собрания, в которых участвовали более 1200 обладателей учёных степеней. Помимо требований продолжить войну с Японией, в меморандуме, принятом на собрании, содержалась программа комплексных реформ. Среди программных требований были перенесение столицы в Сиань, дальнейшая модернизация армии и обновление офицерского корпуса, превращение конфуцианства в общегосударственную религию. Говорилось также о создании при императоре совещательного органа, состоящего из выбранных населением представителей. Экономическая программа реформаторов предусматривала в первую очередь подъём сельского хозяйства и облегчение частной торговли, а также переселение излишков китайского населения на окраины империи, создание трудовых лагерей для перевоспитания бродяг и нищих и обучения их ремеслу, а также государственная помощь престарелым, больным и малолетним. Тем не менее, Симоносекский договор (кит. трад. 馬關條約, упр. 马关条约, пиньинь mǎguāntiáoyuē) был ратифицирован, а требования реформаторов проигнорированы.
На проходивших после этого экзаменах сочинения Кан Ювэя на всех трёх этапах — предварительном, официальном и дворцовом — заняли первое место. Однако он сделался в глазах столичной элиты настолько одиозной фигурой, что в списке выдержавших экзамен был поставлен на 48-е место. По результатам экзаменов Кан Ювэй получил небольшую должность секретаря второго класса в департаменте мер и весов Палаты общественных работ, но на службе не появлялся.
Кан Ювэю удалось наладить тесную дружбу с наставником государя — Вэн Тунхэ, но даже так не удавалось представить императору проект реформы. Летом 1895 года Кан решился издавать на личные средства газету Чжунвай цзивэнь (кит. 中外纪闻), которая становилась первым в Китае бесцензурным частным печатным изданием. В газете ежедневно печатались переводы из иностранных газет и журналов, пропагандировались достижения западной науки и техники. Газета рассматривалась только как первый этап реформы, она должна была подготовить общественное мнение столицы и просветить правительственных чиновников. В августе 1895 года было основано Цянсюэхуэй («Общество усиления государства», кит. 强学会). На учредительном заседании присутствовали множество высокопоставленных лиц, в том числе Юань Шикай.
Результатом этой деятельности стало очередное обвинение Кан Ювэя в антиправительственном заговоре. Опасаясь ареста, 17 октября 1895 года он покинул Пекин. Находясь проездом в Шанхае и Нанкине, он основал там филиалы Общества усиления государства, но идеологические расхождения с Чжан Чжидуном вновь привели к запретам. В декабре императорским указом общество было окончательно ликвидировано.
Вернувшись в Гуанчжоу, Кан Ювэй преподавал в своей школе и занимался изучением опыта реформ в Японии, подготовив с помощью дочери Тунвэй «Библиографию японских книг» (кит. 日本书目志, Жибэнь шуму чжи). В 1897 году он совершил поездку в Гуйлинь, где обсуждал вопрос основания Общества изучения Конфуция, которое должно было подготовить проект признания конфуцианства государственной религией Китая. Из-за восстания, поднятого тайными обществами, и этот проект потерпел крах.

### Проект колонизации Бразилии
Одновременно с проектами реформирования Китая с 1895 года Кан Ювэй вынашивал идею китайской колонизации Бразилии. В «Автобиографии» он писал: 

Китай уже долгое время страдал от перенаселения. Северная Америка и Австралия запрещают [китайскую] иммиграцию, единственной областью земного шара, куда китайцы, изгоняемые хаосом и раздраем, могли бы уехать и размножаться, оставалась Бразилия. По географическому расположению Бразилия соответствует Китаю. Там есть тысячи ли изобильных равнин вдоль реки Амазонки, а население всего восемь миллионов. Если отправить туда поселенцев, можно построить Новый Китай [там]. Я занялся этим делом в году и-вэй (1895 год), но замыслы не увенчались успехом. Тогда я сказал Чэнь Чжи: «Вы остаётесь поддерживать родину, а я проложу путь в Новый свет». Это было сразу после того, как императрица уступила Тайвань. С тех пор ничего не изменилось, репрессии усиливались, и мысли мои были о падении [Китая под ударами иностранных держав]. Вот причина моего желания уехать в Бразилию, чтобы сохранить нашу расу.
В Гонконге Кан Ювэй встретился с бразильским агентом, который изучал возможность вывоза китайских кули на кофейные плантации в Бразилию, но так и не дождался вызова в Пекин и вернулся на родину. Кан Ювэй обратился к предпринимателям Гонконга и Макао, они разработали детальный план фрахта судов и найма людей. Однако утверждение этого плана в Пекине вновь чрезвычайно затянулось, дело сдвинулось с мёртвой точки только после вмешательства Ли Хунчжана. Выдвигалась даже идея дать Кан Ювэю звание посла и отправить его за границу. К декабре 1897 года он вновь — в шестой раз — прибыл в Пекин, но, видя положение в стране, отказался от «бразильских» планов и вернулся к реформированию Китая.

### Деятельность Кан Ювэя в начале 1898 года

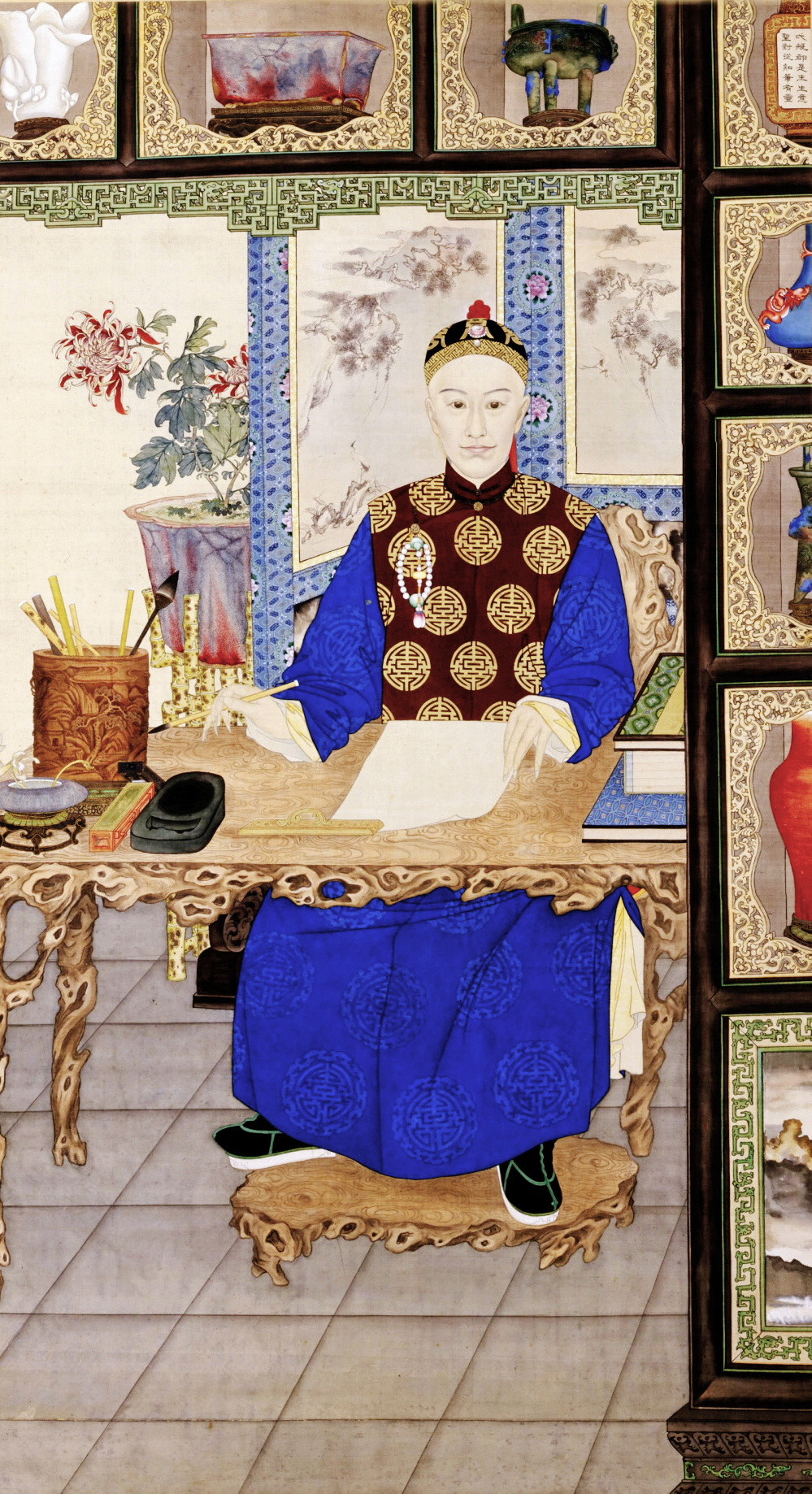
Император Гуансюй. Официальное изображение XIX века

В 1897 году Германия аннексировала территорию Цзяо-Чжоу, после чего Кан Ювэй в конце декабря написал весьма резкий меморандум императору (уже пятый по счёту), в котором предлагал осуществить преобразования в стране, указав три возможных метода действий. Во-первых, император лично вырабатывает политическую линию, подобно японскому Мэйдзи или российскому Петру I. Во-вторых, он назначает на ответственные посты самых способных и талантливых людей, к мнению которых прислушивается. В-третьих, император позволяет сановникам на местах проводить отдельные преобразования, с тем чтобы через три года свести местные реформы в единую систему. Никто из придворных не осмелился вручить этот документ императору, опасаясь навлечь на себя суровые репрессии, однако глава коллегии цензоров Сюй Шоухэн решился передать меморандум императору.
Император обратил внимание на проекты Кан Ювэя ещё в 1895 году и даже передал их для рассмотрения всем губернаторам провинций, собираясь приступить к осуществлению программы реформ. Под нажимом вдовствующей императрицы Цыси он отказался от этой идеи. В начале 1898 года обстановка благоприятствовала реформаторам, тогда император отдал приказ канцелярии иностранных дел заслушать Кан Ювэя, что и произошло 24 января 1898 года. На следующий день государь захотел назначить Кан Ювэю аудиенцию, но великий князь Гун возразил, что сначала Кан Ювэю следует письменно изложить его взгляды. Император вынужденно согласился, но приказал канцелярии по иностранным делам незамедлительно пересылать во дворец все предложения, выдвигаемые Кан Ювэем.
Шестой меморандум Кан Ювэя содержал конструктивные предложения, сводившиеся к установлению конституционной монархии (кит. 虚君共和) с использованием опыта Японии, Германии и Великобритании. Там же говорилось о необходимости сплочения всех слоёв населения для осуществления реформ, а также предлагалась новая схема административного устройства. Из-за противодействия консерваторов меморандум попал к императору только 15 марта 1898 года.
Император приказал срочно передать меморандум в канцелярию иностранных дел на обсуждение. Между тем Кан Ювэй, возмущённый отношением консервативных чиновников к его предложениям, в феврале послал императору ещё один, седьмой по счёту, меморандум, к которому приложил «Записки о реформах российского царя Петра Великого» (кит. 俄罗斯大彼得变政记). Кан Ювэй полагал режим управления Россией чрезвычайно напоминающим китайский, но преимуществом в положении Петра называл то, что он не чуждался народа и не отдалялся от него. Кан заявил, что множество бед Китая вызвано изолированностью императора от народа, и призывал государя последовать примеру Петра Великого.
Весной 1898 года в Пекин для участия в столичных экзаменах на соискание высшей учёной степени цзиньши стали съезжаться цзюйжэни со всего Китая. Кан Ювэй решил привлечь их на сторону движения за реформы и провёл 12 апреля 1898 года учредительное собрание всекитайского патриотического общества Баогохуэй («Союз защиты государства», кит. 保国会). На это собрание явилось свыше 200 представителей учёного и служилого сословий столицы, в том числе цензоры и видные сановники, а также ученики Кана Лян Цичао, Май Мэнхуа и его брат Кан Гуанжэнь.
29 мая 1898 года скончался великий князь Гун, председатель верховного императорского совета, оказывавший исключительное влияние на двор и правительство, его смерть сильно ограничивала возможности консерваторов. 6 июня 1898 года Кан Ювэй написал ещё один меморандум императору, который переслал во дворец через цензора Ян Ичуаня. Император под впечатлением недавних захватнических актов иностранных держав в Китае решился на проведение реформ в стране.

### Представление императору
11 июня 1898 года (23-й день 4-й луны года у-сюй) император издал указ о начале реформ в стране. Из опасения насторожить вдовствующую императрицу Цыси он был составлен в общих выражениях и призывал к проведению преобразований в области просвещения. В тот же день император подписал другой указ, в котором обращался ко всем наместникам и губернаторам провинций с призывом рекомендовать трону через канцелярию по иностранным делам талантливых и образованных людей, которых можно было бы послать на дипломатические посты за границу. 13 июня 1898 года был опубликован указ о назначении императорской аудиенции Кан Ювэю и другим лидерам движения за реформы — Лян Цичао, Тань Сытуну, Хуан Цзунсяню и Чжан Юаньци. Аудиенция была назначена на 16 июня. Это решение императора противоречило обычаям (Кан Ювэй имел лишь шестой чиновничий ранг, а император не мог принимать сановников ниже четвёртого ранга) и стало открытым вызовом партии консерваторов. Цыси в ответ потребовала, чтобы император подписал указ о немедленном отстранении Вэн Тунхэ от всех занимаемых должностей и высылке его в деревню. Тогда она считала его главным идеологом реформ, Кан Ювэй казался лишь кабинетным идеалистом. Уступая категорическому требованию Цыси, император 15 июня издал указ. Одновременно по настоянию Цыси был издан указ об обязательном выражении вновь назначенными сановниками почтения вдовствующей императрице лично. В этот же день губернатором провинции Чжили и фактическим командующим всеми войсками столичного военного округа был утверждён родственник императрицы — Жунлу.
16 июня Кан Ювэй был принят императором, они проговорили более двух часов, что было необычно для аудиенций того времени. По Лян Цичао, император якобы признался Кан Ювэю в неспособности контролировать двор. На это учёный предложил создавать новые административные органы, не трогая старых структур с их персоналом. Сторонники реформ предполагали, что Кан Ювэй после аудиенции получит ответственный государственный пост, но император назначил его секретарём второго класса верховного императорского совета с прикомандированием к канцелярии иностранных дел. Кан отреагировал на это болезненно и даже уклонился от благодарственной аудиенции, ограничившись меморандумом.
Тем не менее, под впечатлением встречи с Кан Ювэем, император решил отменить «восьмичленные» экзаменационные сочинения. Приказ об этом канцелярии по иностранным делам был дан 17 июня, однако член верховного императорского совета Ганъи предложил передать вопрос на рассмотрение ведомства церемоний. Император отверг это предложение, но всё же был вынужден предварительно согласовать текст указа с вдовствующей императрицей. Вопреки ожиданиям, Цыси одобрила его, и указ был опубликован 23 июня.

### Сто дней реформ и их провал
С 11 июня по 19 августа 1898 года императором было выпущено множество указов, обновляющих все сферы жизни государства. С. Л. Тихвинский перечислял в своей монографии 60 из них. Кан Ювэй не принимал непосредственного участия в составлении законопроектов, но определял общий курс проводимых преобразований. В июле — августе он передал императору несколько трактатов, в частности «Записки об ослаблении и гибели Турции», «Записки о Французской революции», «Записки о разделе и гибели Польши», а также меморандум «Об установлении конституционного политического строя». Эти трактаты противоречили ранее принятым при дворе конфуцианским принципам: Кан Ювэй решительно заявил, что необходимо брать пример с современности, а не с древности. Секретным указом от 20 августа 1898 года Кан Ювэй был награждён 2000 лянами серебра, что вообще не имело аналогий в истории царствующей династии.
Помимо трактатов, Кан Ювэй подготовил несколько меморандумов, в частности о создании торговых палат. В последнем из меморандумов от 21 сентября он предложил срочно ввести самоуправление во всех уездах, смягчить уголовный кодекс и ввести единый земельный налог, сбор которого будет компетенцией органов местного самоуправления. В этом же меморандуме содержалась масштабная программа финансирования трёх важнейших мероприятий: всеобщей системы образования, строительства железнодорожных магистралей (в 1898 году в Китае было всего 467 км железных дорог) и модернизации армии и флота. Кан Ювэй предложил занять у банков Англии и США 600 миллионов лянов, которые станут основным капиталом Государственного банка и обеспечат 1 200 000 000-й внутренний заём, кроме того, надлежало выпустить бумажных денег на сумму 1 000 000 000 лянов. Кан Ювэй полагал, что вложение этих средств приведёт к тому, что за 3 года будет произведена индустриализация, через 6 лет завершится административная реформа, а через 10 лет Китай станет процветающей державой.
Помимо перечисленного, Кан Ювэй представил законопроекты о запрете бинтования ног, превращении конфуцианства в государственную религию и запрете «еретических культов» (храмовые земли и здания надлежало передать школам) и т. д.
|                                                                                            |  |  |  |  |
| Лидеры реформаторов (слева направо): Лян Цичао, Тань Сытун, Линь Сюй, Лю Гуанди, Ян Шэньсю |  |  |  |  |

Увольнение большого количества чиновников всех рангов указом от 30 августа вызвало в среде консервативной бюрократии всей страны сильное недовольство. Из-за саботажа правительственных распоряжений император 1 сентября издал указ о расследовании деятельности ряда лиц, занимавших руководящие должности, а 4 сентября указом покарал руководителей ведомства церемоний за нарушение права всем сословиям беспрепятственно обращаться к императору с меморандумами. 5 сентября император подписал официальный указ, согласно которому Тань Сытун, Ян Жуй, Лю Гуанди и Линь Сюй объявлялись «специально прикомандированными к особе императора сановниками, участвующими в проведении новой политики» в звании сановников четвёртого ранга. Таким образом, сформировался своеобразный «внутренний кабинет», через который проходили все меморандумы, поступавшие во дворец от столичных и провинциальных учреждений и отдельных сановников и чиновников. Кан Ювэй оставался в тени и был обижен сложившимся положением. Когда реформы стали пробуксовывать из-за сопротивления чиновников, брат Кан Ювэя Гуанжэнь рекомендовал не идти на конфронтацию и даже покинуть страну, чтобы проповедовать свои идеи среди образованных китайцев за границей.

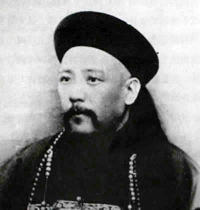
Юань Шикай. Фотография выполнена между 1899 и 1902 годами

В сложившихся условиях Кан Ювэй пришёл к выводу, что реформаторам не удастся осуществить намеченные планы без привлечения на свою сторону армии. С начала сентября он ежедневно посылал императору меморандумы, предлагая срочно организовать императорскую гвардию, включив в неё все преданные императору войска и назначив на офицерские должности сторонников преобразований. Кан Ювэй посоветовал императору немедленно перенести столицу в Шанхай из-за саботажа столичных чиновников и чрезмерного влияния Цыси, а также невозможности обороны столицы в случае агрессии извне. Император в принципе был согласен с этими предложениями. Реформаторы считали возможным использовать в своих интересах генерала Юань Шикая.
14 сентября 1898 года Юань Шикай прибыл в Пекин и в тот же день был принят императором в летнем дворце. 16 сентября император особым указом назначил Юань Шикая специальным сановником по делам обучения войск; он был пожалован рангом заместителя главы военного ведомства с правом непосредственного доклада императору. Как и прежде, он оставался командующим корпусом Бэйянской армии, но освобождался от непосредственного контроля со стороны Жунлу.
18 сентября Кан Ювэй получил секретное письмо императора, предписывавшее ему срочно выехать в Шанхай, чтобы спастись от угрозы со стороны консерваторов: он был назначен редактором правительственной газеты. Он тут же собрал у себя на квартире руководителей «Союза защиты государства» и обсудил с ними вопрос о борьбе с Цыси и руководимыми ею консерваторами. На совещании было решено послать Тань Сытуна к Юань Шикаю, чтобы склонить его к вооружённому выступлению. Когда Тань Сытун передал Юань Шикаю план ареста руководителей консерваторов в Пекине, тот высказал опасение, что заговор может быть преждевременно раскрыт, если он начнёт перебрасывать в Пекин свои войска из-под Тяньцзиня. Поэтому Юань Шикай предложил отложить выступление до назначенного на октябрь императорского смотра войск в Тяньцзине, во время которого император должен был укрыться в казармах войск Юань Шикая и отдать приказ о казни всех консерваторов как мятежников.
Ещё с 5 сентября приближённые императрицы Цыси готовили военный переворот. Узнав, что император вызвал Юань Шикая в Пекин и назначил его на новый ответственный пост, Жунлу приказал перебросить в Тяньцзинь армию генерала Не Шичэна; одновременно Жунлу вызвал в столицу войска генерала Дун Фусяна для усиления пекинского гарнизона. Жунлу также фальсифицировал три телеграммы, в которых сообщалось, что якобы между русскими и англичанами начались военные действия в районе Хунчуня. Войска Юань Шикая надлежало срочно перебросить на оборону побережья. На основании этих телеграмм сановники из канцелярии по иностранным делам официально обратились к императору с просьбой отпустить Юань Шикая к его войскам в Сяочжань. Император твёрдо решил использовать Юань Шикая и его армию для устранения Жунлу и прочих консерваторов, и поэтому, приказав (через Тань Сытуна) Юань Шикаю убить Жунлу, император 20 сентября сразу же после аудиенции во дворце отправил его в Тяньцзинь.

### Переворот 21 сентября. Бегство
20 сентября в Тяньцзине Юань Шикай выдал Жунлу все планы императора и реформаторов. Жунлу 21 сентября выехал в Пекин с отрядом надёжных войск. Получив его телеграмму, Цыси с помощью маньчжурской дворцовой гвардии арестовала императора и офицеров и солдат его личной охраны, а также евнухов его гарема. Цыси завладела императорской печатью и в тот же день издала от имени императора указ о передаче власти себе. Немедленно начались аресты сторонников реформ. В Тяньцзинь и Шанхай были отправлены телеграммы о том, что император умер, приняв пилюли, принесённые Кан Ювэем, которого как убийцу августейшей особы должны были казнить на месте. Кан Ювэй 24 сентября благополучно добрался до Шанхая на английском рейсовом пароходе, но когда корабль только входил в гавань, Кана перехватил чиновник Шанхайского сеттльмента Джон Блэнд и на военном судне доставил в Гонконг. Лян Цичао и Ван Чжао 22 сентября бежали в Японию при помощи Ито Хиробуми, находившегося тогда в Пекине, однако Тань Сытун наотрез отказался покидать столицу.
24 сентября в Пекине прошла облава на сторонников реформ. 27 сентября члены верховного императорского совета должны были провести первичный допрос, но едва началось опознание арестованных, как из дворца доставили распоряжение казнить их немедленно. На рассвете 28 сентября 1898 года на площади Цайшикоу (кит. 菜市口) были обезглавлены Тань Сытун, Лю Гуанди, Ян Жуй, Кан Гуанжэнь, Линь Сюй и Ян Шэньсю. Далее правительство поспешило без суда расправиться с остальными сторонниками реформ, которые не успели бежать.
Императорским указом от 1 октября 1898 года повелевалось сжечь все книги, когда-либо написанные Кан Ювэем, как «еретические, содержащие призыв к восстанию и направленные против священных доктрин мудрецов древности». Всем местным властям вменялось в обязанность уничтожить типографские доски и набор книг Кан Ювэя (тогдашний гуандунский губернатор Ли Хунчжан проигнорировал этот указ). За поимку Кан Ювэя, Лян Цичао и Ван Чжао была назначена цена 100 000 лянов серебром, в 1900 году указ был повторён. С большим трудом Кан Ювэю удалось эвакуировать из Гуанчжоу и родной деревни семью и мать и перевезти их в Гонконг; туда же привезли вдову и дочь Кан Гуанжэня. Вместе семейство собралось как раз 1 октября. Собственность семьи была конфискована. В Гонконге Кан Ювэй провёл 20 дней на иждивении известного филантропа Роберта Хэдуна, 19 октября он отплыл в Японию, прибыв в Токио 26-го числа.

### Эмиграция. Попытка создания «Общества защиты императора»
В Японию Кан Ювэй прибыл по приглашению премьер-министра маркиза Окума Сигэнобу. Реформатор немедленно попытался наладить связи с общинами эмигрантов, главным образом — последователей Сунь Ятсена, но общего языка им найти не удалось. Источники даже расходились во мнениях, состоялась ли личная встреча между Кан Ювэем и Сунь Ятсеном. По одной из версий, Кан повёл себя крайне высокомерно и потребовал, чтобы лидер революционеров поклонился ему — чиновнику высокого ранга — земным поклоном. После этого ни о каких отношениях не могло идти и речи. Кан Ювэй вёл светский образ жизни, общаясь с представителями японской элиты, особенно он сдружился с Инукаи Цуёси. Однако главной цели — японской помощи в восстановлении власти императора Гуансюя — достигнуть не удалось. 22 марта 1899 года он отправился в Канаду в надежде заручиться поддержкой западных держав. Кан Ювэй пользовался большой популярностью в кругах китайских эмигрантов и собирал на митингах до 1500 человек. 10 мая в Оттаве он был принят премьер-министром У. Лорье, причём реформатора поразило, что франко-канадец столь лоялен британской короне.
В мае Кан Ювэй переехал в Лондон. В британской столице он встречался с бывшим лордом Адмиралтейства — Ч. Бересфордом, который добился 9 июня 1899 года обсуждения вопроса об отречении Цыси от регентства в Палате общин, но данной проблемой никто не заинтересовался. Разочарованный Кан Ювэй вернулся в Канаду.
20 июля 1899 года в Виктории было основано Общество защиты императора (кит. упр. 保皇会, пиньинь bǎo huáng huì), по-английски его именовали China Reform Association. Ученики Кан Ювэя стали основывать филиалы общества во всех странах мира, где имелись китайские общины. Особенно активен был Лян Цичао, развернувший деятельность в Японии и Австралии. Общество бурно росло: к 1903 году отделения его имелись в 170 городах Канады, США, Гавайских островов, Панамы, Мексики и Перу; членами состояли около 100 000 человек. К 1906 году количество отделений перевалило за 200, вплоть до Таиланда и Южной Африки. Кан Ювэй также обращал внимание на пропаганду своих идей в новых поколениях и создание военизированных отрядов из китайских эмигрантов. В США его главным военным консультантом стал Гомер Ли, с помощью которого были основаны 22 военные школы в разных штатах. Предполагалось, что обученная в США армия, вооружённая европейскими винтовками, сможет силой вернуть власть законному императору. Г. Ли даже получил от Кан Ювэя звание генерала и орден Общества защиты императора.
В октябре — ноябре 1899 года Кан Ювэй находился в Японии, причём правительство императрицы Цыси потребовало его ареста и выдачи сразу после прибытия. Далее он перебрался под защиту британских властей в Гонконг и возглавил кампанию протеста против замены императора Гуансюя малолетним наследником престола. В петиционной кампании приняли участие 10 000 человек. В ответ 14 февраля 1900 года был издан указ об аресте Кан Ювэя и Лян Цичао, сожжении всех их книг и печатных блоков, а также осквернении могил их предков. В Гонконге спецслужбы Цинской империи совершили на Кана покушение, после чего губернатор колонии предоставил ему 20 телохранителей-сикхов.
1 февраля 1900 года Кан Ювэй прибыл в Сингапур, здесь он встретил начало Ихэтуаньского восстания. Реформаторы оценили восстание как возможность вернуть власть императору и начали мобилизацию своих членов и сбор денег. Армия Гомера Ли прибыла в Китай, но в реальных боевых действиях не участвовала. Сам Кан Ювэй возглавил в Сингапуре пропагандистскую кампанию. Провал восстания Тан Цайчана в Центральном Китае поверг реформатора в уныние, более он никогда не пытался реализовать свои планы вооружённым путём. В Сингапуре не прекращались попытки покушений на жизнь Кан Ювэя, пришлось обратиться к помощи губернатора А. Светтенхэма; мыслитель поселился в губернаторской резиденции в Пинанге.
7 декабря 1901 года Кан Ювэй отправился в Индию, в Калькутте 15 декабря прошла его встреча с генерал-губернатором лордом Керзоном. В декабре 1901 — январе 1902 года он объехал многие города Индии, в том числе Дели и Агру, а потом обосновался в Дарджилинге. В Индии Кан Ювэй прожил до мая 1903 года, активно занимаясь политической публицистикой. Роль его личного секретаря исполняла его дочь, Кан Тунби.
В 1903—1904 годах Кан Ювэй побывал в Бирме, Таиланде, на Яве, вновь в Канаде и в США. В марте 1904 года в Гонконге прошёл большой съезд членов Общества спасения императора, в том числе зарубежных его филиалов. Главным вопросом на повестке дня был финансовый, далее много времени заняла разработка плана борьбы с суньятсенистами, ратовавшими за республиканскую революцию.

### Путешествия и деловая активность

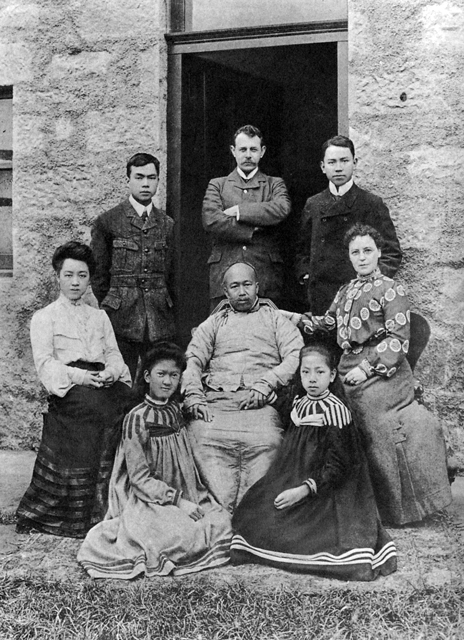
Кан Ювэй с семьёй в США. Слева от него дочь Тунби с мужем Ло Чаном — тогда студентом Оксфордского университета. Фото 1907 года

По мнению Сяо Гунцюаня, вынужденная эмиграция воспринималась Кан Ювэем «как радостный отдых после тяжких трудов, время, когда можно без ограничений странствовать по свету и удовлетворять давно осознанную тягу к перемене мест». В мае 1904 года он из Пинанга отправился в Италию (через Суэцкий канал). В воспоминаниях о том же путешествии (Идали ю цзи кит. 意大利游記) Кан Ювэй писал, что так изысканно одевался, что «благородные господа и дамы принимали его за китайского аристократа»; понадобился ему и дворецкий-австриец. Посещение руин Геркуланума и Помпей привело к новым философским озарениям:

Когда Помпеи были разрушены, это стало необычайным бедствием. Однако когда провели раскопки, они стали необыкновенным зрелищем. Не будь вулкана, как могли бы мы ныне увидеть древнеримский город? [Равным образом] от Первого Циньского государя осталась только Великая стена. Потери и приобретения дополняют друг друга, хотя и противоположны. Рассуждая о Дао, нельзя обойтись без Инь и Ян… Люди, видящие только одно, ничтожны, они не могут рассуждать о Дао.
Из Италии он поехал во Францию, в Париже встретившись с дочерью Тунби, которая тогда училась в Барнард-колледже в США. В Париже он поднимался на воздушном шаре, обозрел Эйфелеву башню и музей мадам Тюссо, но его расстроили произведения китайского искусства, вывезенные оккупантами из Пекина и выставленные в Лувре. В августе — сентябре 1904 года Кан Ювэй объездил Швейцарию, Голландию, Данию, Швецию и Германию. В ноябре он вернулся в Канаду.
Из Канады в начале 1905 года Кан Ювэй перебрался в Калифорнию. В июне он добрался до Вашингтона, побывал на заседании Конгресса и обозрел мемориальный музей Дж. Вашингтона в Маунт-Вернон. 24 июня 1905 года Кан Ювэй был принят в Белом доме президентом Теодором Рузвельтом. Они беседовали о законодательных ограничениях китайской иммиграции в США. Чуть позже он подал на имя президента меморандум, в котором писал, что китайские эмигранты своим трудом освоили Дикий Запад, дав белым американцам пищу и работу.
Во время путешествия по США он устраивал митинги и встречи со всеми китайскими общинами, которые имелись в стране. При Обществе защиты императора была основана коммерческая корпорация; фирмы, основанные реформаторами, процветали. Было решено часть вырученных средств вложить в быстро растущую экономику Мексики. 26 января 1906 года Кан Ювэй прибыл в Мехико и был приглашён к президенту Порфирио Диасу. Он совершил также поездку в Оахака-де-Хуарес и на Юкатан. Заинтересовавшись письменностью древних индейцев, Кан Ювэй предположил, что коренные мексиканцы были потомками китайцев и сяньби, попавших в Мексику через Берингов пролив.
Вырученные средства были вложены в покупку недвижимости и прокладку трамвайной линии в Торреоне, был основан Китайско-мексиканский банк, получивший от правительства право эмиссии банкнот. Эмигранты смогли начать борьбу за отказ Китая от иностранных займов для строительства железных дорог и основали собственное акционерное общество для прокладки дороги Гуанчжоу — Ханькоу.
Разбогатев, Кан Ювэй из Мексики поехал в Италию и вновь побывал в Германии и Швеции. В Сальтшёбадене он купил остров, на котором построил виллу, она располагалась невдалеке от загородной резиденции шведского короля. В начале 1907 года он побывал в Испании и Марокко, но наибольший его восторг вызвал Монте-Карло. Он писал:

[Там можно увидеть] красивейшие дворцы, полные изысканнейших туалетов и украшений, лучшими винами и яствами, замечательными играми и зрелищами, и прекраснейших женщин. [До сего момента] я слышал и был восхищён красотой и роскошью Парижа, но не Монте-Карло. Я отправился туда… [Я нашёл, что Монте-Карло] невиданно прекрасен, превосходя любое иное место в Европе… Поистине, это лучшее место на Земле.
Банковская паника 1907 года привела к банкротству большинства компаний Кан Ювэя и вызвала конфликты среди его сторонников, обвинявших своего вождя в корыстолюбии. Почти весь 1907 и 1908 годы прошли для Кан Ювэя в путешествиях, он побывал в Норвегии, вновь долго жил в Швеции, а в июле совершил поездку в Турцию. В Стамбул он прибыл в разгар празднования успешной революции, опыт которой счёл полезным для Китая. Только в ноябре 1908 года Кан вернулся в Пинанг.
Сильным ударом для Кан Ювэя стали известия о кончине императора Гуансюй (14 ноября 1908 года). Весной 1909 года он покинул Пинанг и совершил путешествие в Египет и Палестину, побывал в Иерусалиме и на Мёртвом море. Возвращение в Пинанг вновь превратилось в кругосветное путешествие — через Швейцарию, Германию (месяц он прожил в Потсдаме), Францию, Британию, Канаду, Индию и Цейлон.
К 1910 году коммерческая корпорация реформаторов почти полностью обанкротилась, Кан Ювэю пришлось занимать деньги у родственников под очень высокий процент (20 %). С августа по декабрь 1910 года в Пинанге и Сингапуре вновь были покушения на его жизнь. Накануне революции его ученикам удалось добиться отмены императорским правительством указа о его аресте. 1911-й и 1912 годы Кан Ювэй провёл в Японии, вновь обратившись к политической деятельности после известий о начале Синьхайской революции. Впрочем, его статьи и проект конституции практически не были замечены современниками. В Гонконге он начал издавать журнал Бужэнь (кит. 不忍), в котором публиковались только его собственные материалы. Журнал выходил в течение восьми месяцев: из-за кончины матери (9 августа 1913 года) его издание прекратилось. В это время избранный президент Юань Шикай полностью реабилитировал Кан Ювэя и трижды предлагал ему вернуться в Пекин на службу новому правительству. Реформатор неизменно отклонял эти предложения.

### Возвращение в Китай. Кончина

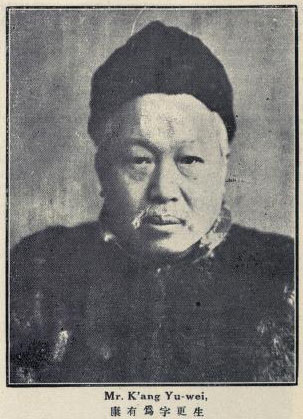
Кан Ювэй в 1925 году. Фотография из справочника Who is who in China (3-е издание, с. 402)

Только в 1914 году Кан Ювэй ступил на землю материкового Китая, хотя в Гонконге жил с 1913 года. Он побывал на горе Маошань в Цзянсу, а затем обосновался в Шанхае. Здесь он возглавил кампанию против коронации Юань Шикая, рассчитывая на помощь военных губернаторов-дуцзюней. В отчаянии от перспективы распада страны Кан Ювэй обратился к генералу Северной армии Чжан Сюню, некогда — верному слуге свергнутой династии Цин, и начал кампанию по реставрации последнего императора Пу И. Первоначально Чжан Сюнь был избран главой федерации мятежных провинций, причём в начале 1917 года должность председателя ассоциации военных губернаторов была предложена Кан Ювэю.
19 июня 1917 года войска Чжан Сюня заняли Пекин. Кан Ювэй прибыл туда после 20-летнего перерыва 27 июня, посетил Храм Конфуция и дворец Ихэюань. 1 июля было провозглашено восстановление на престоле законного императора Пу И под девизом Сюаньтун («Всеобщее единение», кит. 宣統). Хотя Кан Ювэй был официально приглашён в Пекин, на первой же встрече всплыли непреодолимые противоречия между ним и Чжан Сюнем, поскольку генерал желал личной диктатуры, а Кан Ювэй настаивал на скорейшем провозглашении конституционной монархии. Новая власть сделала его заместителем директора Консультативного совета при новом правительстве, от этого поста Кан отказался, но не успел бежать из Пекина, поскольку началась гражданская война.
Кан Ювэй предложил новому правительству законопроекты о провозглашении конституционной монархии, созыве учредительного собрания и принятии конституции. Ни одно из его предложений не было принято. С 6 июля столица подверглась бомбардировке армии премьер-министра Дуань Цижуя, поэтому 8 июля Кан Ювэй попросил убежища в посольстве США, которое было ему предоставлено. 12 июля Пекин был занят республиканскими властями, причём Кан Ювэй президентом Фэн Гочжаном был внесён в расстрельные списки, после чего реформатор скрывался в американском посольстве до 3 февраля 1918 года.
Движение 4 мая Кан Ювэй поддержал, но его позиция была мало кому интересна. Ху Ши в статье «Впечатления вернувшегося на родину» (кит. 归国杂感), опубликованной в 1920 году, писал:

…Мы и теперь ругаем Кан Ювэя вовсю. Но 20 лет тому назад Китай ругал его за то, что он был слишком нов, а теперь за то, что он слишком устарел. Теперь нет богдыхана, которого Кану пришлось бы оберегать.
Разочарованный мыслитель начал отдаляться от мира. В 1921 году он купил участок в Ханчжоу, назвав его «Садом всего неба» (кит. 一天园), а свой дом назвал «Залой небесного странника» (кит. 天游堂). Всё чаще он использовал псевдоним «Отшельник — небесный странник Кан Ювэй» (кит. 天游化人康有為). В письме баптистскому миссионеру Т. Ричарду от 26 февраля 1923 года Кан Ювэй писал, что уже достиг преклонных лет, не смог найти достойного применения себе на службе родной стране и даже не нашёл места на земле, где мог бы похоронить свои печали; единственным упованием его остаётся небесное странствие. Вскоре он получил приглашение на свадьбу экс-императора Пу И, но отклонил его. В благодарственном меморандуме он писал:

Я каждодневно практикую небесное странствие, избавился от досады и тоски человеческого мира и не намерен возвращаться туда, где не звучит музыка небесных сфер.

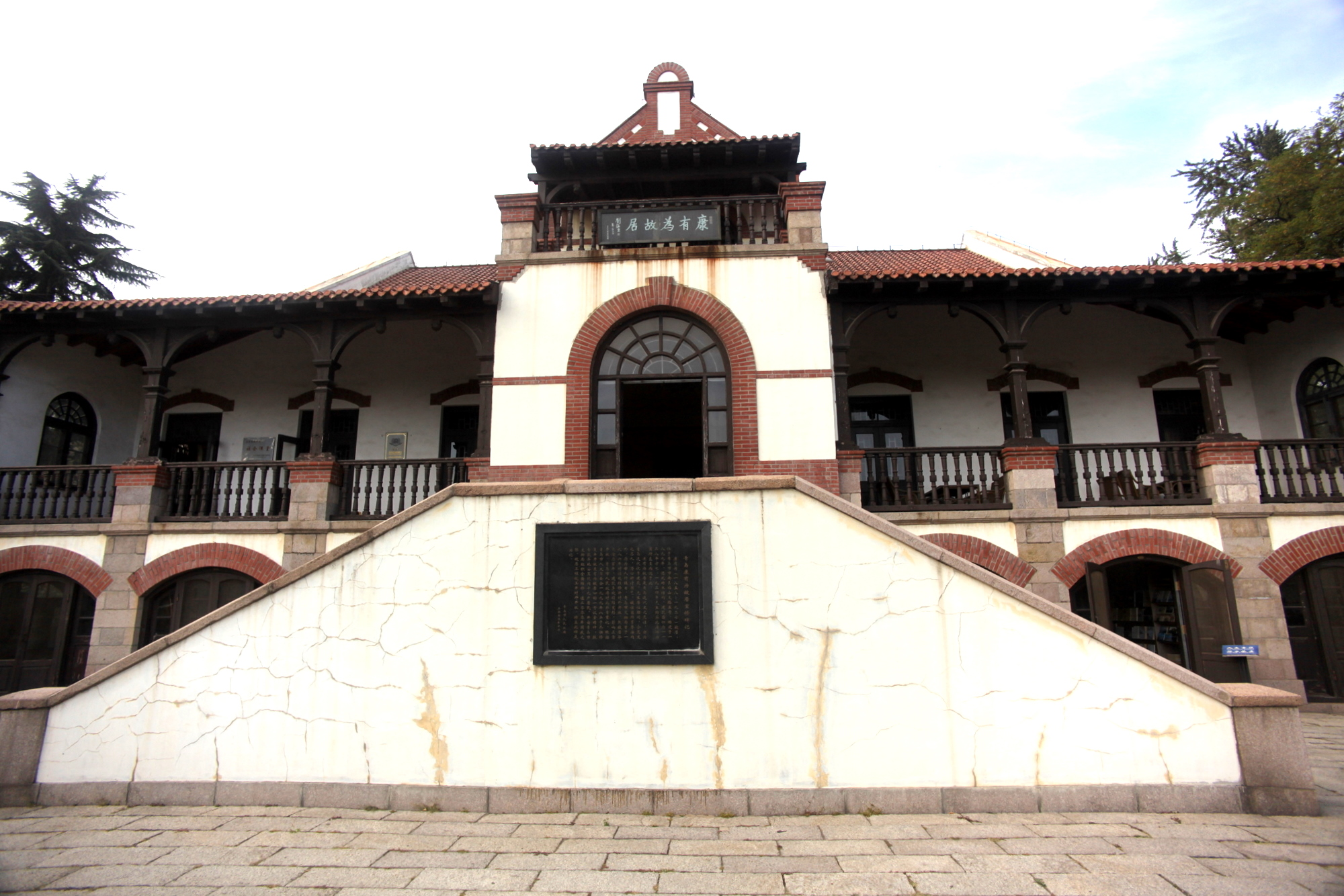
Дом Кан Ювэя в Циндао. Главный вход. Фото 2011 года

В 1923 году Кан Ювэй ненадолго вернулся к активной жизни, пытался заключить союз с У Пэйфу, путешествовал в Шаньси и Хэнань. В Баодине 10 мая он в первый и последний раз поднялся в небо на аэроплане, посвятив этому опыту стихотворение «Оседлав ветер на облаке, мой дух совершает небесное путешествие». Объехав бо́льшую часть Китая, в канун китайского Нового года (5 февраля 1924 года) он вернулся в Шанхай. Практически весь 1924 год он провёл в Ханчжоу и Шанхае. После начала движения 30 мая 1925 года он переехал в Циндао, где купил дом на проспекте Фушань близ набережной. В этом доме в третий лунный месяц 1926 года он открыл последнюю в своей жизни «Школу Небесного странника» (кит. 天游學院); число учеников едва превышало два десятка. После празднования 70-летнего юбилея (по китайскому счёту от зачатия) 8 марта 1927 года Кан Ювэй, жалуясь на утомление, провёл две недели в Шанхае. В пять часов утра 31 марта после банкета в Циндао, устроенного земляком, он скончался от пищевого отравления. Душеприказчиком выступил Дуань Цижуй, прах временно захоронили у холма Лаошань близ Циндао.

## Философские и общественные взгляды

### Общие положения
Кан Ювэй считается первым китайским мыслителем, создавшим политико-правовую теорию нового образца. Глубокое знание классических канонов и религиозное преклонение перед Конфуцием, знакомство с переводной литературой о странах Запада и размышления над современными событиями — всё это привело его к созданию весьма оригинального политико-правового учения, представляющего собой новое прочтение конфуцианской традиции в сочетании с элементами западных политико-правовых теорий. Согласно Сяо Гунцюаню, в социальном учении Кан Ювэя можно выделить два уровня. На первом уровне он пытался предложить конкретные рецепты решения проблем Китая, основываясь на опыте реформирования России эпохи Петра I и Японии эпохи Мэйдзи. После провала реформаторской программы 1898 года он остался, в общем, на прежних позициях, но его симпатии ощутимо сдвигались вправо. После Синьхайской революции он последовательно критиковал республиканский режим, а также предлагал сделать официальной идеологией «национал-империализм» (кит. 國家帝國主義) вкупе с конфуцианской религией. Второй уровень не был привязан к политической сиюминутности, а ряд идей вообще не имел прямой привязки к действительности. Таким образом, он причудливо сочетал черты реформатора, политика-практика и утописта.

### Историко-филологические теории
С середины XVIII века в Китае шла вялотекущая дискуссия между представителями так называемого «ханьского учения» и «школы текстов современных знаков». Представители ханьской школы занимались историко-филологическим комментированием древнего канона, восстанавливая первоначальный смысл и звучание иероглифов; их целью была реконструкция первоначального вида конфуцианского канона. Они отвергали неоконфуцианскую доктрину, полагая, что её последователи канонизировали неаутентичные тексты. Основателем конкурирующей школы современных знаков был учёный Чжуан Цуньюй (1719—1788), который стал критически рассматривать ряд канонических текстов, в частности, «Цзо чжуань». Его внук и ученик Лю Фэнлу (1776—1829) впервые высказал мнение, что «Цзо чжуань» не является комментарием к хронике «Чуньцю» и был подделан в начале I века Лю Синем. Представители школы современных знаков делали акцент на изучении «сокровенных смыслов» конфуцианских канонов.
Книгой «Исследование подложных канонов Синьского учения» (1891 года) Кан Ювэй преследовал прежде всего политические цели. Во введении он писал:

Первым подделал классические каноны для того, чтобы запутать святое учение Конфуция, Лю Синь <…> С тех пор на протяжении двух с лишним тысяч лет учёные и правители всех двадцати династий почитали фальшивые каноны и правила, ошибочно считая их священными…
Основываясь на данных исторического и филологического анализа, Кан Ювэй сформулировал следующие тезисы:
1. Все классические книги, записанные древними знаками, были подделаны Лю Синем, а свидетельства о находках древних книг являются ложными.
2. Сожжение книг Цинь Шихуаном не коснулось Шестиканония. Классический канон ко времени правления династии Хань не имел пропущенных частей или глав.
3. Стиль написания иероглифов, которым пользовался Конфуций, был широко распространён при династиях Цинь и Хань и не изменился за всё последующее время. Поэтому не должно существовать существенных различий между текстами древних и современных знаков.
4. Лю Синь, пытаясь замести следы своих подделок, внёс в древние тексты множество дополнений и вставок, пользуясь тем, что император возложил на него сверку книг, хранящихся в дворцовой библиотеке, а из выдающихся учёных Ханьской династии допуск в библиотеку имели лишь Сыма Цянь, Бань Гу и Ян Сюн.
5. Подделка Лю Синем классических книг имела целью оправдать узурпацию Ван Мана, что требовало ссылок на древние авторитеты[110].

Кан Ювэй поставил вопрос о первоочередном изучении политических смыслов конфуцианского канона, ибо использование фальсификации для подражания правителями и подданными портили нравы и привели Китай к упадку. Основным содержанием подлинно конфуцианских канонов Кан Ювэй объявил учение о реформах государственного строя. Это было косвенной критикой политики маньчжурского двора и лично императрицы Цыси. Более подробно «сокровенный смысл» учения Конфуция был рассмотрен в книге «Исследование учения Конфуция об изменении правления» (1896 год). Авторитет Конфуция использовался для теоретического обоснования реформаторских планов самого Кан Ювэя.
По Кан Ювэю, Конфуций придумал легендарных правителей Яо и Шуня, наградил их всеми возможными добродетелями и описал идеальное правление. Сделал он это потому, что — как и сам Кан Ювэй — не имел высокого положения в государстве и опасался проповедовать своё учение без ссылки на авторитеты. Учение Конфуция в основе своей демократическое, его главное содержание — «удовлетворение желаний народа». Единственный аутентичный канон, написанный лично Конфуцием, — летопись «Чуньцю», она же лучше всего отражает взгляды Конфуция на реформу государственного строя. Это было хорошо известно в древности, в первую очередь — Мэн-цзы и Дун Чжуншу, но в результате подделки Лю Синя подлинное учение Конфуция было забыто.

### «Учение о трёх эрах»

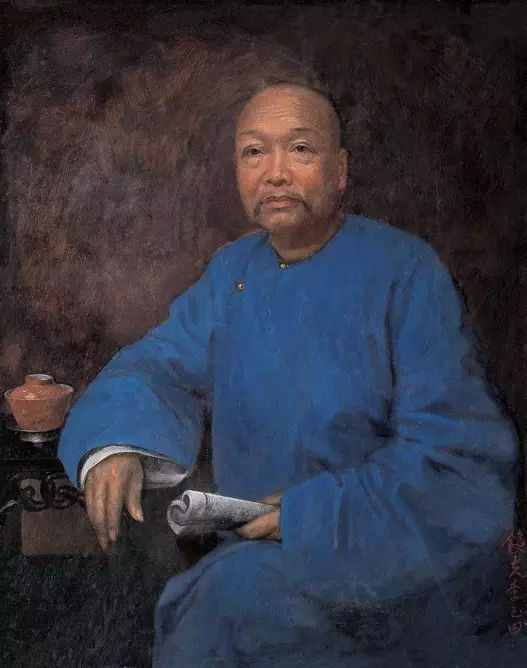
Ли Тефу. Портрет Кан Ювэя. 1904, холст, масло, 70,7 × 56 см

Краеугольным камнем всей философской системы Кан Ювэя и его политико-правовой теории является понятие развития, получившее оформление в виде учения о трёх эрах. Данная концепция существовала в китайской философии со времён Конфуция, но впервые в истории китайской философии она была ясно и последовательно изложена Кан Ювэем. Под «развитием» Кан Ювэй понимал не только и не столько усовершенствование материальных основ и внешних форм человеческого общежития, а, прежде всего, нравственный прогресс человечества. Кан Ювэй не только наполнил совершенно новым содержанием традиционное учение китайской философии о трёх эрах, но и изменил его направленность: мыслитель впервые предложил эволюционную концепцию развития истории вместо существующей ранее инволюционной, согласно которой общество «Датун» мыслилось как безвозвратно утерянная «золотая древность».
Китайский ученый Куан Болинь в своей книге «Философские взгляды Кан Ювэя» излагает учение о трёх эрах в интерпретации Кан Ювэя в следующих тезисах: 1) человеческое общество изменяется и развивается; 2) развитие человеческого общества идет по пути: от «эры хаоса» (кит. 据乱世) через «эру рождающегося равновесия» (кит. 升平世) к «эре Великого спокойствия» (кит. 太平世) (при этом «эру рождающегося равновесия» Кан Ювэй отождествляет с эпохой «малого благоденствия» (сяокан), а «эру Великого равновесия» — с эпохой «Великого Единения» (Датун)); 3) каждая последующая эра по сравнению с предыдущей является более цивилизованной и прогрессивной; лишь при Великом равновесии и Великом Единении для человечества наступает счастливая, райская жизнь; 4) в своём развитии человеческое общество (независимо от того, является ли оно восточным или западным) обязательно проходит через указанные три этапа, то есть путь «эра хаоса» — «эра рождающегося равновесия» — «эра Великого равновесия» является всеобщим законом исторического развития человеческого общества; 5) человеческое общество развивается постепенно, очерёдность «эра хаоса» — «эра рождающегося равновесия» — «эра Великого равновесия» не может быть нарушена.
По мнению Кан Ювэя, в первоначальном состоянии уже содержатся элементы высшего порядка, то есть в «эре хаоса» уже присутствуют элементы общества Датун, а в «эру рождающегося равновесия» происходит их постепенное раскрытие. Мир не является единым: современный Кан Ювэю Китай находится в состоянии хаоса, но Европа и США уже подошли к порогу «начала спокойствия». Великое единение одновременно настанет во всём мире. С каждой из эпох в эволюционной последовательности соотносился определённый общественный строй: абсолютная монархия, конституционная монархия или конституционная республика, демократическая республика. Кан Ювэй говорит о том, что эра хаоса является эпохой абсолютизма (цзюньчжу чжуанъчжи ши), эра рождающегося равновесия — эпохой конституционализма (лисянъ фа), эпохой установления совместного правления государя и народа (цзюнь минь чжи цюань чжи ши), а эра Великого равновесия — эпохой демократии (минъчжу), эпохой равенства и Датун (пиндэн датун чжи ши). «Невозможно государствам эры хаоса сразу попасть в эпоху Датун, невозможно от старых обычаев абсолютизма (цзюнъчжу чжуанъчжи чжи цзю фэн) сразу перейти к демократии. Абсолютизм, конституционализм, демократия, три эти способа управления (санъ фа), должны осуществляться по очереди, если очерёдность будет нарушена, это неизбежно приведет к хаосу». Таким образом, в представлении Кан Ювэя эре хаоса соответствует абсолютная монархия («государство, принадлежащее государю»), эре становления — конституционное государство («совместное правление государя и народа»), которое, однако, по форме правления может быть как конституционной монархией, так и республикой, и, наконец, эре Великого Равновесия соответствует общество Датун — полная реализация демократических принципов в масштабах всего мира («государство, принадлежащее всем», «Поднебесная, принадлежащая всем»).

### Учение о «всеобщем принципе» и «всеобщем законе»
Другой фундаментальной категорией политико-правовой теории Кан Ювэя, находящейся в неразрывной связи с понятием развития и учением о трёх эрах, является понятие «всеобщего принципа» (гун ли), которое, в свою очередь, во многом связано с понятием «всеобщего закона» (гун фа). Самые ранние свои работы Кан Ювэй посвящает именно рассмотрению вопроса о всеобщих принципах и законах. Это целый ряд предварительных статей, написанных в 1885—1887 годах и лёгших впоследствии в основу «Книги о Великом Единении», — «Полный свод истинных принципов и всеобщих законов» («Ши ли гун фа цюань шу»), «Введение во всеобщие законы» («Гун фа хуэй тун») и другие.
Суть своей концепции Кан Ювэй формулирует следующим образом: «Любое значительное явление в Поднебесной имеет свой принцип (и ли) и своё устройство (чжиду), два этих начала. Какие бывают виды принципов? Это может быть истинный принцип (ши ли), всеобщий принцип (гун ли), частный принцип (сы ли). Какие бывают виды устройства? Это может быть всеобщий закон (гун фа), неполный всеобщий закон (били чжи гун фа), частный закон (сы фа). Если ясен истинный принцип (ши ли), то установлен и всеобщий закон (гун фа); если пока установить его нельзя, то следует исходить из соображений гуманности, но в этом случае он целиком определяется единым мнением людей».
Далее Кан Ювэй применяет эту схему ко всем отношениям, существующим в обществе. Так, в сфере отношений правителя и подчинённых действует следующий истинный принцип: «Правитель избирается народом для обеспечения безопасности и порядка». Этому принципу соответствует всеобщий закон (гун фа), согласно которому правитель и его помощники появляются только после установления соответствующего закона всеми людьми, «вначале — установленный людьми закон, затем правитель и его министры». Наиболее полным воплощением этого всеобщего закона является «правление народа» (миньчжу — демократия), большее отступление представляет собой «совместное правление правителя и народа» (цзюнь минь гун чжу), и, наконец, дальше всего отстоит от всеобщего принципа (гун ли) «правление правителя с неограниченной властью».
По мнению Кан Ювэя, существует всеобщий закон, своего рода идеальное право, которому должно соответствовать право позитивное. Прогресс законодательства заключается в приближении к этому идеалу, в постепенном воплощении в положениях законов идеальных норм. Существует объективный закон развития человеческого общества, сформулированный Конфуцием в учении о трёх эрах. Применительно к сфере политической это означает необходимость постоянного реформирования государственного строя с целью приближения его к идеальному первообразу. Закон развития Кан Ювэй называет иногда «Путём Неба». При этом «повинующийся Небу процветает», а «противящийся Небу погибает» — и по логике китайского мыслителя это должно касаться как отдельного человека, так и целого государства.

### Проблема идеальной формы правления для Китая
Взгляды Кан Ювэя на вопрос о форме правления с наибольшей полнотой отражены в двух больших статьях «О республиканском строе» (1911) и «Критика республики» (1917). В статье «О республиканском строе» Кан Ювэй даёт собственную, весьма оригинальную, классификацию форм правления. «Если говорить о монархии, то существует абсолютная монархия, конституционная монархия, и должна быть [выделена] номинальная монархия с республиканской формой правления (гунхэ чжи сюйцзюнь); если говорить о конституционализме, то существует конституционная демократия (лисянь чжи миньчжу), конституционная монархия (лисянь чжи цзюньчжу), и должна быть [выделена] конституционная номинальная монархия (лисянь чжи сюйцзюнчжу); если говорить о республике, то существует парламентарная республика (ичжан чжи гунхэ), президентская республика (цзунтун чжи гунхэ), и должна быть [выделена] республика с номинальным монархом (сюйцзюнь чжи гунхэ)». Отличие республики с номинальным монархом от абсолютной и конституционной монархии Кан Ювэй объяснял следующим образом: «Каждое явление имеет свою основу, при абсолютной монархии основой является монарх, а дополнительным [принципом] — абсолютистский режим; при конституционной монархии основой является конституция, а дополнительным [принципом] — монарх; в республике с номинальным монархом основой является республиканский строй, а дополнительным [принципом] — номинальный монарх».
В той же статье Кан Ювэй классифицирует и разновидности республиканской формы правления, при этом совершенно забывая пользоваться формально-логическим методом. Кан Ювэй выделяет шесть древних типов республики и шесть новых. При этом к древним республикам Кан Ювэй относит и общественный строй, существовавший в Китае в эпоху Чжоу, и государственный строй Спарты («спартанская республика с двумя царями»), и римский принципат. Ещё менее Кан Ювэю удалась систематизация современных типов республик, которых он, как говорилось, также насчитывает шесть: парламентарная республика без президента (Швейцария); республика с президентом, избираемым всенародно (США); республика с президентом, избираемым двумя палатами парламента и имеющим лишь представительные функции (Франция — Кан Ювэй имеет в виду Третью республику); республика с президентом, избираемым двумя палатами парламента и имеющим не только представительные функции (Португалия); республика в государствах, номинально числящихся колониями (Канада, Австралия и др.); республика с номинальным монархом (Великобритания, Румыния, Болгария и др.).
Кан Ювэй, анализируя вопрос о применимости того или иного типа республики к Китаю, приходит к выводу, что по целому ряду причин (отсутствие демократических традиций, огромное население, обширная территория, неразвитость путей сообщения и т. д.) Китаю может подойти только республика с номинальным монархом. При этом он признаёт, что до 1911 года он являлся сторонником конституционной монархии, после же 1911 года он выступает за республику с номинальной монархией. Американский ученый Сяо Гунцюань поясняет, что главное различие между конституционной монархией и республикой с номинальным монархом Кан Ювэй видел в том, что при первой из этих двух форм правления власть монарха ограничена конституцией, во втором же случае монарх, по сути дела, лишён какой-либо реальной власти.
В статье «Критика республики» Кан Ювэй, по сути дела, воспроизводит ранее изложенные взгляды на форму правления. Некоторым дополнением к ним является предложение учредить в качестве верховного органа власти Палату старейшин (юань лао юань) — своеобразную директорию, в ведении которой находились бы вопросы внутренней и внешней политики, армии, юстиции и религии. В статье содержится и ещё одно новое для Кан Ювэя утверждение. Он говорит о том, что, с исторической точки зрения, переход от республиканской формы правления к монархической не всегда следует расценивать как регресс, поскольку в ряде случаев такой переход приводил к усилению и процветанию государства (Кан Ювэй приводит примеры из римской и английской истории).

### Конституционное государство
В статье «О спасении государства от гибели» (1911) Кан Ювэй среди прочих проблем анализирует и вопрос о конституционном государстве. «Основной смысл конституционализма (ли-сянъ) заключается в том, что и государь, и народ находятся под властью закона (шоу чжи юй фа чжися), а государство принадлежит всем»; «Суть конституционного государства (лисянъ го) независимо от того, монархия это или демократия, заключается в том, чтобы государство служило интересам всего народа. Государь же хотя и занимает немногим более почётное положение, однако является при этом лишь частицей всего государства». Кан Ювэй прямо указывает на то, что термин «лисянь», являющийся переводом английского слова «Constitution», означает именно одинаковое подчинение закону, как правителя, так и народа. По его мнению, под термином «Constitution» европейцы подразумевают то, что в Китае называют «государством, принадлежащим всем» (го вэй гун ю). Конституционному государству Кан Ювэй противопоставляет государство абсолютистское (чжуаньчжи го), то есть «государство, принадлежащее государю» (го вэй цзюнь ю), при котором самодержец правит единолично, а территорию страны и народ рассматривает как свою собственность. По Кан Ювэю, важно не столько то, какая форма правления будет осуществлена в государстве, сколько то, чтобы в нём существовала и действовала конституция.
Впрочем, являясь сторонником конституционализма, китайский мыслитель был весьма критически настроен в отношении идеи правового государства, он сомневался в применимости этой идеи к Китаю. Первые упоминания о правовом государстве (фачжи го) в работах Кан Ювэя относятся к 1913 году. В статье «Полное подражание Европе и Америке и забвение национальной науки — пагубная ошибка Китая» (1913) Кан Ювэй критикует идею правового государства с двух сторон. Прежде всего, он указывает на коренное отличие Китая от западных государств, которое заключается в том, что основным регулятором общественных отношений в Китае являлись правила ритуала (ли), а закон выступал в качестве вспомогательного средства. Во время правления Цинь Шихуана была предпринята попытка реализации легистских концепций и изменения сложившегося механизма социального регулирования — ввести правление на основе закона, а не ритуала. Эта попытка завершилась неудачей и обусловила падение империи. Таким образом, многовековая традиция управления китайским обществом не может быть изменена. Кан Ювэй не ограничивается этим аргументом и приводит ещё один — реализации теории правового государства на территории Китая препятствуют также несовершенство правовой системы и неразвитость национального законодательства (уголовное и гражданское право не разделены, отсутствует множество необходимых законов). В результате «конституционализм» Кан Ювэя оказывается более связанным с конфуцианским учением (концепция государства, принадлежащего всем), нежели с европейскими политическими теориями.

### Реформы и революция
Единственным путём к достижению «эры зарождающегося равновесия» (конституционной монархии) Кан Ювэй считал путь реформ. В многочисленных меморандумах, поданных на имя императора Гуансюя, он обосновывал необходимость проведения реформ, не только ссылаясь на учение Конфуция, но и приводя в подтверждение своей теории различные примеры из мировой истории. Так, по его мнению, в России и Японии реформы (имеются в виду реформы Петра I и японского императора Мэйдзи) привели к усилению государства, Турцию же и Польшу нежелание и промедление с проведением реформ привели к гибели. Таким образом, реформы — это вопрос жизни и смерти для государства: «Если посмотреть на государства всего мира, то видно, что те из них, которые проводили реформы, стали сильными, а те, которые придерживались устаревших традиций, погибли».
Кан Ювэй выдвинул три основных требования: введение конституции, учреждение парламента и осуществление принципа разделения властей. Наиболее чётко они отражены в «Прошении об учреждении конституции и открытии парламента» (1898): «Как западные, так и восточные государства достигли своего могущества в результате введения конституции и открытия парламента, в котором государь совместно с народом обсуждает государственную политику и законы. В соответствии с учением о разделении трёх властей, парламент занимается законотворчеством, судьи — правосудием, правительство — административными делами, монарх объединяет [три власти], он учреждает конституцию, которой все подчиняются».
Насколько Кан Ювэй горячо ратовал за проведение реформ, настолько же безжалостно он критиковал идею революции. На протяжении всей жизни Кан Ювэй выступал решительным противником революции как способа преобразования общества, называя её «самоубийством», «продуктом эмоций, а не разума», отказываясь признавать за ней хоть какие-нибудь положительные стороны. По его глубокому убеждению, революция ведет лишь к расколу общества и гибели государства. В этом своём мнении Кан Ювэй окончательно утвердился после Синьхайской революции, которую он воспринял как национальную катастрофу.

### Место учения о «Великом Единении» в политико-правовой доктрине Кан Ювэя

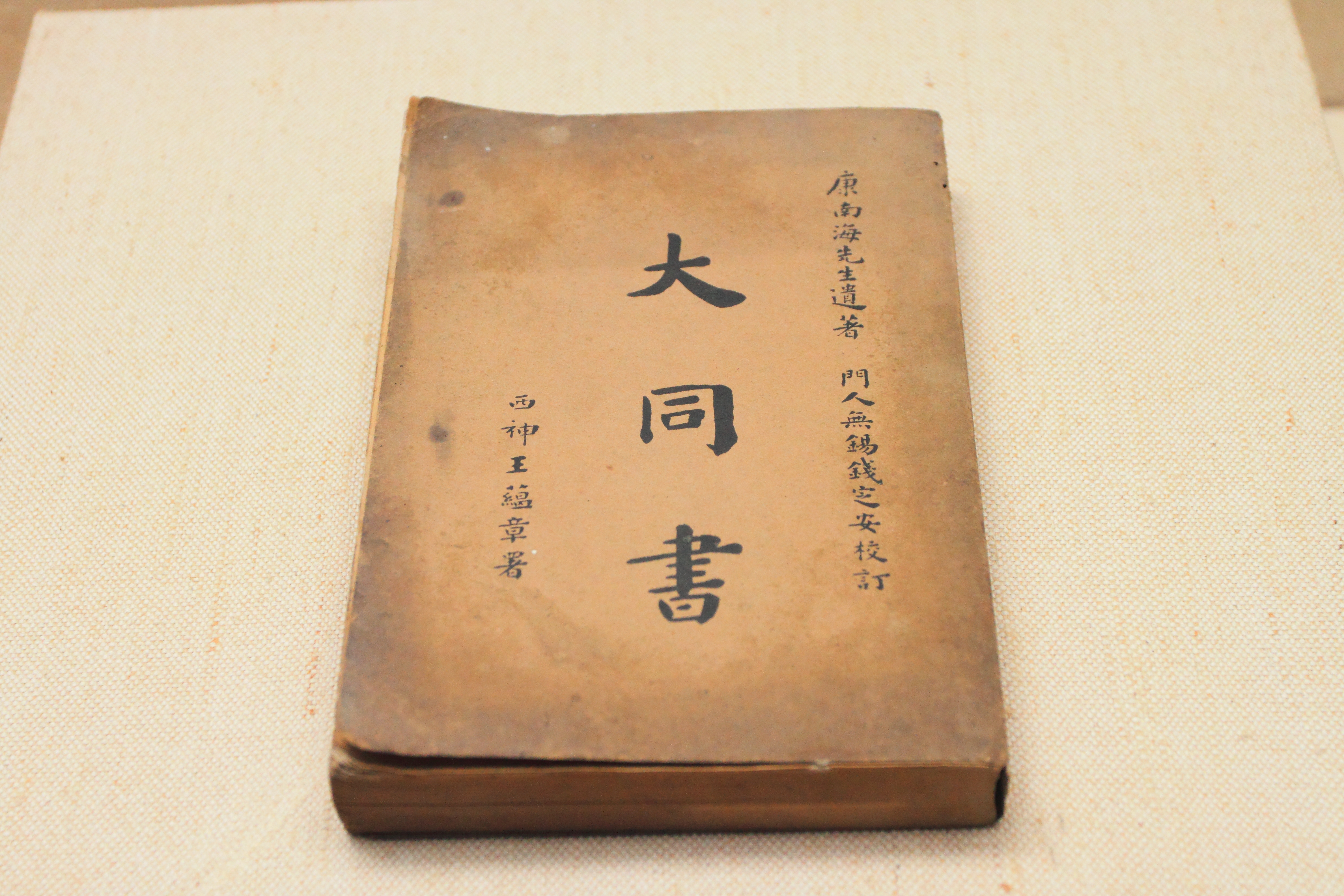
Первое издание Да тун шу

Для общества будущего (эры Великого равновесия) Кан Ювэй разработал в мельчайших деталях собственный проект социальной утопии, который он изложил в «Книге о Великом Единении» (Датун шу). По поводу времени написания работы ведутся споры: в «Автобиографии» Кан Ювэй утверждал, что трактат был написан в 1884 году, однако уже Лян Цичао писал, что рукопись была создана в Индии в 1902 году. Эту датировку используют практически все современные исследователи и в Китае, и за его пределами. Китайский исследователь Тан Чжицзюнь доказывает, что книга была написана значительно позже, и к моменту кончины Кан Ювэя окончательной редакции не существовало. Факсимиле авторских рукописей было опубликовано в 1985 году.
По мысли Кан Ювэя, Датун является высшей формой человеческого общежития. Основу идеала «освобождения человечества от страданий и достижения высшего счастья» в Великом единении составляли представления о мире, избавленном от государственных, расовых, классовых, сословных, семейных, половых и других перегородок. В эру Да тун вся Поднебесная будет находиться в совместном владении всех её жителей, а не одного правителя или его клана. Наступление Великого единения предваряют учреждение всемирного правительства, введение единого международного языка, упразднение частной собственности и замена института семьи временными брачными соглашениями. В религиозной области предполагалось возобладание буддизма при постепенном отмирании всех прочих религий как пренебрегающих телесным, уничижающих женщин или освящающих социально-экономические различия между людьми. Капитализм Кан Ювэй считал абсолютным злом в первую очередь из-за конкуренции (во всех смыслах этого термина). Общество Великого единения будет коммунистическим: вся собственность будет общественной, а стимулом к хорошей работе станет обеспечение нетрудоспособного члена общества. Каждый житель Земли должен будет отработать за своё обучение и воспитание не менее 20 лет. После этого срока человек может остаться на своей должности или принять монашество, удалившись от мира. Единственным механизмом, позволяющим влиять на качество работы, является материальное обеспечение после наступления нетрудоспособности. Лентяи и тунеядцы будут содержаться обществом, но их содержание будет минимальным, только для поддержания физической жизни. Природа человека улучшится, поэтому из всех законов останутся только Четыре Запрета: 1) на безделье, 2) на конкуренцию, 3) на аборты, 4) на индивидуализм.
И хотя в эпоху Датун должно исчезнуть само понятие «государство», тем не менее, описываемое Кан Ювэем идеальное общество будущего всё же сохраняет основные черты, присущие государственно-правовой организации. Прежде всего, в эпоху Датун существует центральное мировое правительство с центральными министерствами, а также местные правительства с различными управлениями. В обществе Датун действуют конституция и другие законы.
Кан Ювэй полагает, что со временем будет образовано международное правительство. Пока это будет не общее правительство (гун чжэнфу), а правительство общего согласия (гун и чжэнфу — дословно, «правительство общего обсуждения»). Правительство это представляет собой своеобразный парламент, который будет формироваться либо по принципу одно государство — один представитель, либо на основе дифференциального подхода, когда число представителей будет определяться исходя из численности населения того или иного государства, с учётом, однако, принципа справедливости. Поскольку основным принципом этой организации является уважение государственного суверенитета стран-участниц (гэ го чжуцюанъ шэнь да), то во главе правительства будет стоять не президент или премьер-министр, а избираемый большинством голосов председатель парламента (ичжан) с весьма ограниченными полномочиями. После учреждения международного правительства все отношения между государствами и между их гражданами будут строиться на основе международного публичного права. В случае совершения каким-либо государством «несправедливых и нецивилизованных действий» со стороны международного правительства должны последовать предупреждение и рекомендация об их исправлении. В случае же действий, серьёзно угрожающих «цивилизации и общему благоденствию» и нарушающих международное право, к государству-нарушителю применяется военная сила, при этом международные войска формируются из воинских контингентов национальных государств. Применение военной силы первоначально заключается в артиллерийском обстреле территории государства-нарушителя, в случае же неэффективности и этой меры должно последовать вторжение на территорию государства и свержение его правительства. Среди других важных функций международного правительства следует назвать регулирование экономических отношений между государствами (отмена таможенных барьеров и т. д.), контроль за сокращением вооружённых сил государств и др. Бюджет международного правительства складывается из взносов отдельных государств за пользование акваторией Мирового океана и прочего.
Впрочем, учёные полагают, что глава из «Книги о Великом Единении», содержащая вышеизложенные взгляды китайского мыслителя, является позднейшей вставкой, сделанной не ранее 1919 года, то есть после образования Лиги наций. Кан Ювэй никогда не настаивал на немедленной реализации своего проекта утопии — это противоречило бы всей его философии. Он постоянно подчеркивает, что «Великое Единение» — дело весьма и весьма отдалённого будущего. Девятью годами ранее трактата Кан Ювэя была опубликована книга буддийского утописта Лю Жэньхана, идеал которой во многом повторял идеи Кана.

### «Лекции о небесах» — эзотерическое учение Кан Ювэя

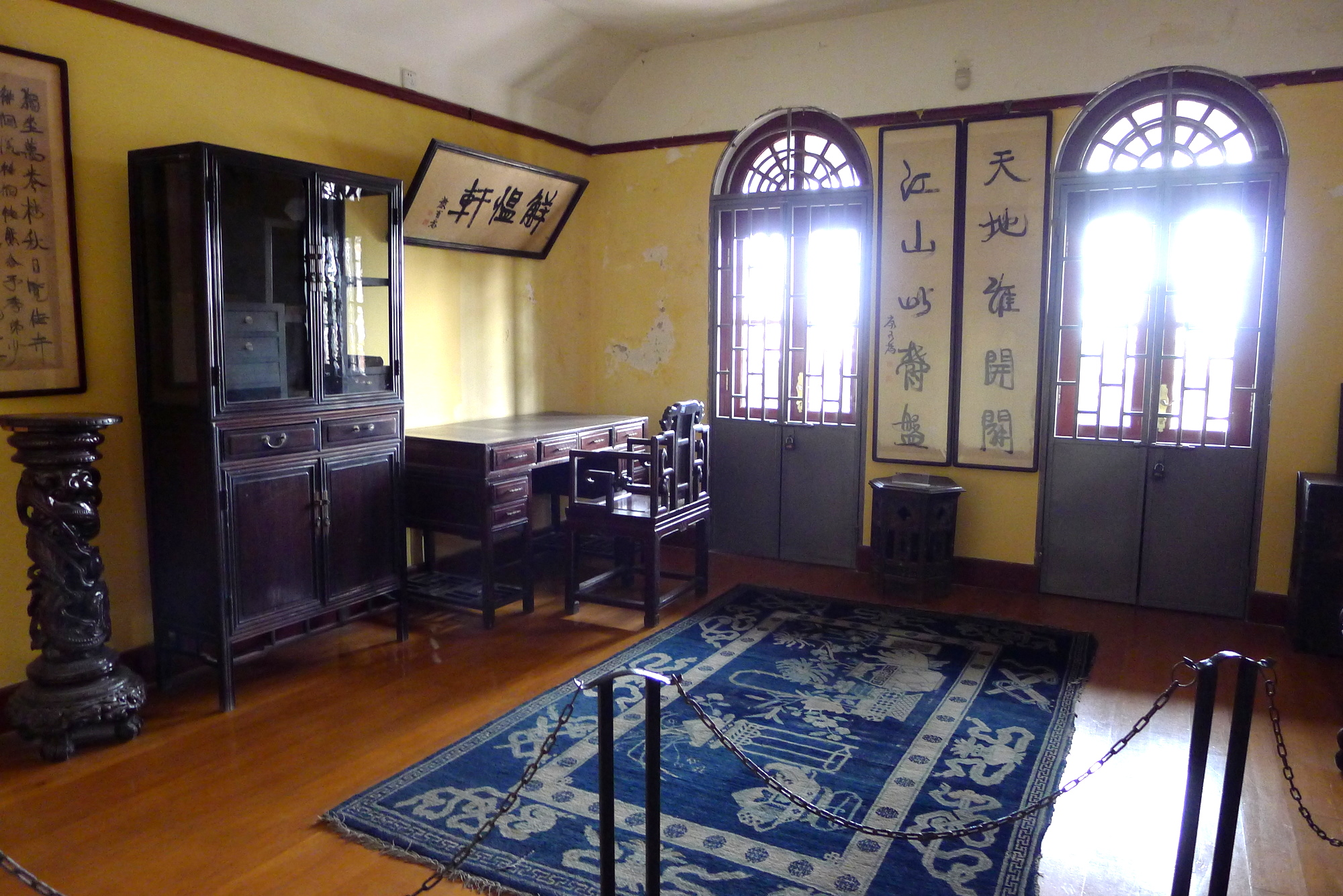
Кабинет Кан Ювэя. Дом-музей в Циндао, фото 2011 года

За полгода до смерти Кан Ювэй закончил рукопись «Лекций о небесах» (Чжутянь цзян кит. 諸天講) — своего последнего философского трактата, который одновременно был учебным пособием в его домашней школе. Формально трактат был посвящён астрономии, знакомил китайского читателя с устройством Солнечной системы и Галактики, а также с теорией относительности и планетезимальной теорией образования Солнечной системы. Трактат был впервые издан зимой 1930 года, причём Лян Цичао выступал против его публикации. Переиздан он был только в 1976 году в «Издании сочинений, оставленных после смерти Каном Наньхайским» (кит. 康南海先生遗著汇刊).
Ещё в 1890-е годы Кан писал, что истина отыскивается не в зарегистрированных фактах и событиях, а только в субъективно воспринимаемых принципах-и (кит. 義). Иными словами, важна не истина как таковая, а только такая доктрина, которая позволит влиять на большие человеческие массы, ведя их под руководством совершенного мудреца в правильном направлении. Если даже такая доктрина будет весьма причудлива, но будет полностью удовлетворять основной цели, совершенный мудрец, не задумываясь, использует её. В «Лекциях», написанных 30 лет спустя (в 1926 году), Кан Ювэй настаивает на том, что единственный легитимный метод исследования небес — точное наблюдение. Иными словами, он требовал, чтобы теория была подтверждена конкретными свидетельствами.
Противоречием на этом фоне выглядят заявления, что человек и сама Земля с её проблемами — суть пылинка на фоне бесконечной Вселенной, а интеллект человека и его чувственный опыт крайне ограничены и не вмещают понятия о более высоких уровнях мироздания. В некотором смысле Кан Ювэй стал мистиком или, по крайней мере, метафизиком, ибо отказался от решения мировых проблем, обратившись к тому, что называл «небесным странствием» (тянь ю кит. 天游). Называть его мистиком можно по той причине, что в 1920-е годы он неожиданно отказался от ранее декларируемого агностицизма и атеизма и обратился к предельным вопросам бытия, в том числе — к наличию в мире верховного существа, неподвластного рациональному познанию.
Окончательно разочаровавшись в попытках спасти мир политическим путём, Кан Ювэй преобразился в пророка. Факт основания третьей — и последней в жизни Кан Ювэя — школы в 1926 году свидетельствовал, что он решился предать гласности своё эзотерическое учение и пытался проповедовать его как можно шире. Дочь Ювэя — Кан Тунби — в биографии отца под 1926 годом зафиксировала следующее его обращение к одному из студентов: 

У Иисуса было [только] 12 учеников, и среди них предатель Иуда. Тем не менее, он был в состоянии сделать свою религию преобладающей и распространять разработанное им учение на всю Поднебесную. Здесь, в Шанхае, у меня менее двадцати учеников, я не думаю, что этого слишком мало. Если они истинно уверуют в мои слова и передадут моё учение, то сделают то, что Нагарджуна [сделал для буддизма] и Павел [для христианства], и последствия этого будут ощущаться спустя 10 000 поколений.
Таким образом, учение Кан Ювэя мало изменилось по сравнению с изложенным в Да тун шу: его главная цель — помочь людям освободиться от страданий, которые отягощают с момента прихода в этот мир. Однако поверхностное знакомство с западной наукой убедило Кан Ювэя в неадекватности применения научного метода к проблемам, связанным с нематериальным миром.

## Кан Ювэй — каллиграф

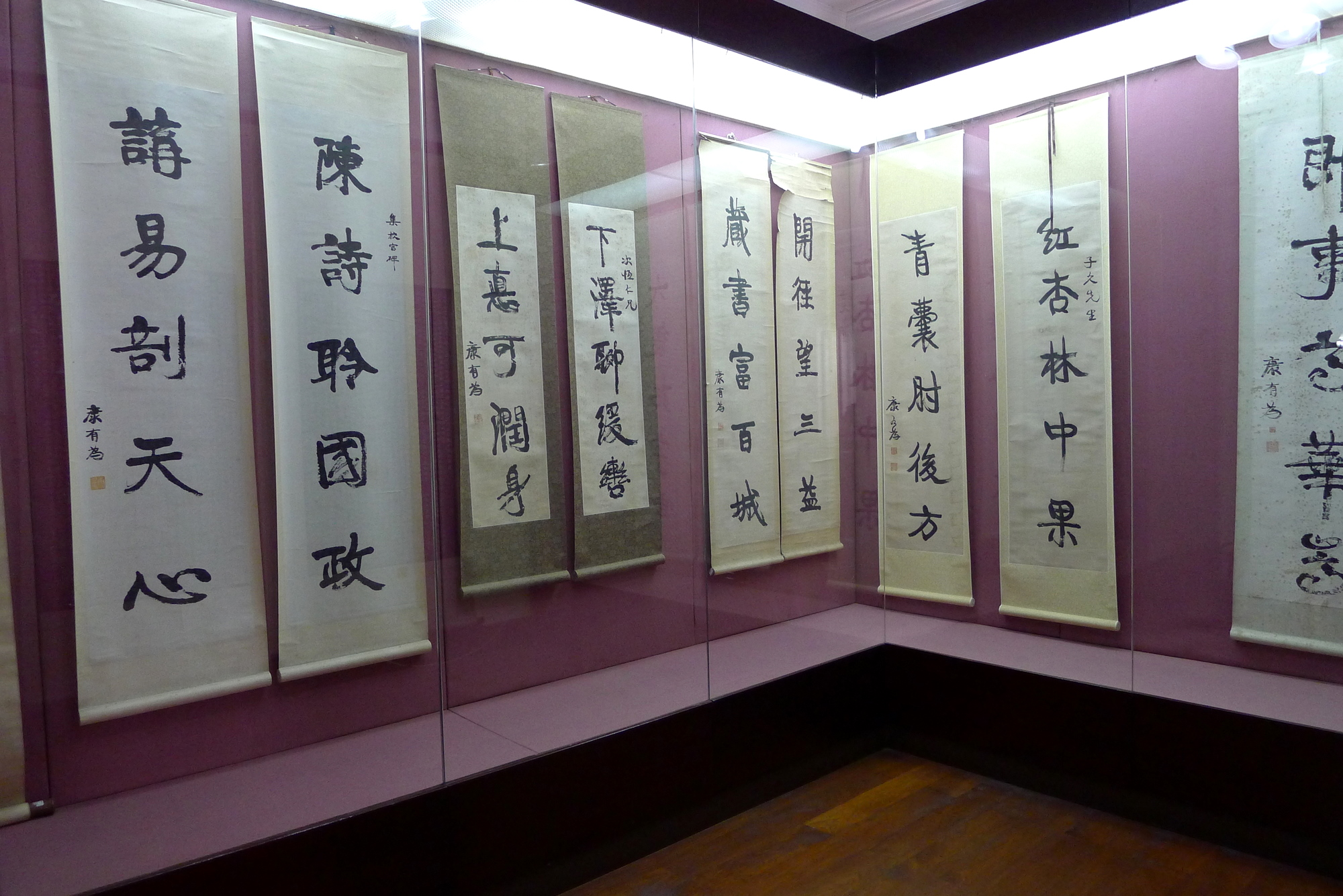
Образцы каллиграфии Кан Ювэя

Как каллиграф Кан Ювэй причислял себя к школе Жуань Юаня и Бао Шичэня. В эмиграции и после возвращения в Китай в 1914 году каллиграфическое искусство было для него главным источником дохода.
Основное его сочинение по каллиграфии — Гуан и чжоу шуан цзи (кит. 廣藝舟雙楫, «„Пара вёсел ладьи искусств“ от [господина] Гуана») — было написано в Пекине в 1889 году и отчасти посвящено исследованию эпиграфики на камне и керамике. Оно было создано как дополнение к упомянутому в названии трактату Бао Шичэня И чжоу шуан цзи (кит. 藝舟雙楫, «Пара вёсел ладьи искусств», 1848, в шести цзюанях и 27 главах). Специалисты относят его к числу лучших сочинений по теории и истории каллиграфии; хотя некоторые положения вызвали дискуссии среди каллиграфов, все последующие исследователи признавали авторитетность его высказываний. В формальном отношении трактат содержит рассуждения о стадиях развития иероглифики от мифического изобретателя письменности Цан Цзе. Кан Ювэй полагал эпоху Шести династий (III—VI века) стадией высшего расцвета китайской эпиграфики и каллиграфии, а последующие периоды — временем регресса; образцовым считал почерк кайшу. В трактате призывал порвать с традицией танской каллиграфии, одновременно высказавшись против аутентичности «древних знаков» гувэнь. Эта идея была позднее перенесена на весь конфуцианский канон. Трактат Кан Ювэя был особенно популярен в Японии, где вышло 6 прижизненных изданий, но в самом Китае он, как и остальные труды, особыми указами (1894, 1899 и 1900) запрещался к распространению, а печатные доски подлежали сожжению; однако после 1917 года трактат неоднократно переиздавался.
Талант Кан Ювэя-каллиграфа особенно проявился в искусстве прописей те-сюэ (кит. 帖學), он создал новый энергичный стиль, который современники нередко критиковали. Лучше всего ему удавались дистихи дуй-лянь (кит. 對聯). Он тяготел к крупному формату и прославился публичными демонстрациями мастерства, на которых наносил иероглифы метлой на расстеленной на земле бумаге. Скорость ведения кисти не являлась определяющим фактором пластики черт письма Кан Ювэя — для него была важна широта амплитуд, захватывающих большие участки пространства. Он воспитал целое поколение каллиграфов, причём его наставничество было неотделимо от проповеди собственных социально-философских взглядов. В Китае Кан Ювэй считается предтечей современных направлений в каллиграфии, хотя в области эпиграфики ему не удалось создать собственной школы.

## Семья
Кан Ювэй женился в 1876 году в возрасте 18 лет на Чжан Мяохуа (именуемой также Чжан Юньцзюй), бывшей тремя годами его старше. Супруги бо́льшую часть жизни прожили далеко друг от друга, поскольку даже до эмиграции Кан Ювэй много времени проводил в разъездах. Чжан Мяохуа единолично распоряжалась хозяйством и состоянием супруга и всегда помогала ему: так, в 1915 году она заложила дом в Гонконге, чтобы собрать денег мужу и его ученику Лян Цичао, которые возглавляли движение против коронации Юань Шикая. После её кончины в 1922 году супруг провёл похороны по всем древним канонам и лично написал надгробную эпитафию. Внук Кан Ювэя — Ло Жунбан — рассказывал, что гроб супруги мыслитель приказал украсить её портретом в полный рост в подражание древнеегипетским саркофагам.
Наложницу Кан Ювэй взял только в 1897 году, поскольку, дожив до 40 лет, не имел сына. Имя её было Лян Суйцзюэ, но первенец — Кан Тунцзянь (1908—1961) — родился только в эмиграции, когда Ювэю было уже 50 лет. Любимой наложницей Кан Ювэя была Хэ Чжаньли (в Америке её называли англ. Lily Hew), 17-летняя уроженка Гуандуна, учившаяся в США. С ранних лет восхищаясь Кан Ювэем, она сама предложила стать его наложницей и служила мыслителю как переводчица и секретарь. Скончалась она в возрасте двадцати четырёх лет в 1915 году, и это стало ударом для Кан Ювэя. Ей была посвящена элегия Цзинь гуан мэн (кит. 金光夢, «Грёзы о золотом луче»). Кан Ювэй содержал ещё трёх наложниц: японку Итиока Цуруко, китаянок Ляо Динчжэн и Чжан Гуан. Итиока Цуруко покончила с собой после смерти Кан Ювэя в 1927 году.
Всего от жены и наложниц Кан Ювэй имел 12 детей, из которых четверо умерли в младенчестве. В переписке и в своих трудах мыслитель чаще всего упоминает старших дочерей — Тунвэй (1879—1974) и Тунби (1881—1969). Дочери сопровождали его в поездках по Китаю и за границей; Кан Тунвэй переводила для отца с японского языка и даже готовила материалы для некоторых его каноноведческих и библиографических работ. Она вышла замуж за Май Чжунхуа, брата ученика Ювэя, и отец писал, что она сама избрала жениха. Вторая дочь особенно сблизилась с отцом в 1901 году и много ездила с ним по Европе и Америке. Кан Тунби обучалась в Барнард-колледже, став первой китаянкой, получившей высшее образование на Западе. В Америке она вступила в общество суфражисток и стала первой деятельницей суфражистского движения в Китае. Замуж она вышла за Ло Чана (1883—1956), ученика Лян Цичао, с которым познакомилась в Токио в 1904 году. Впоследствии он окончил Оксфордский университет, сделал карьеру в Китае, служил в Министерстве иностранных дел и даже был Генеральным консулом Китайской республики в Лондоне, непродолжительное время был губернатором Ганьсу. Их сын Ло Жунбан был профессором ряда университетов США, а в 1967 году издал «Автобиографию» деда в собственном переводе на английский язык.
Кан Ювэй был большим традиционалистом в домашнем быту, это проявилось ещё в раннем возрасте. В «Автобиографии» описывается гибель деда при наводнении в 1877 году, после чего Ювэй с дядьями последовал древнему конфуцианскому обычаю строительства хижины на могиле и строгого поста. Аналогично он поступил, когда в 1913 году скончалась его родительница, из-за этого прервалось издание журнала Бу жэнь цзачжи.

## Критика

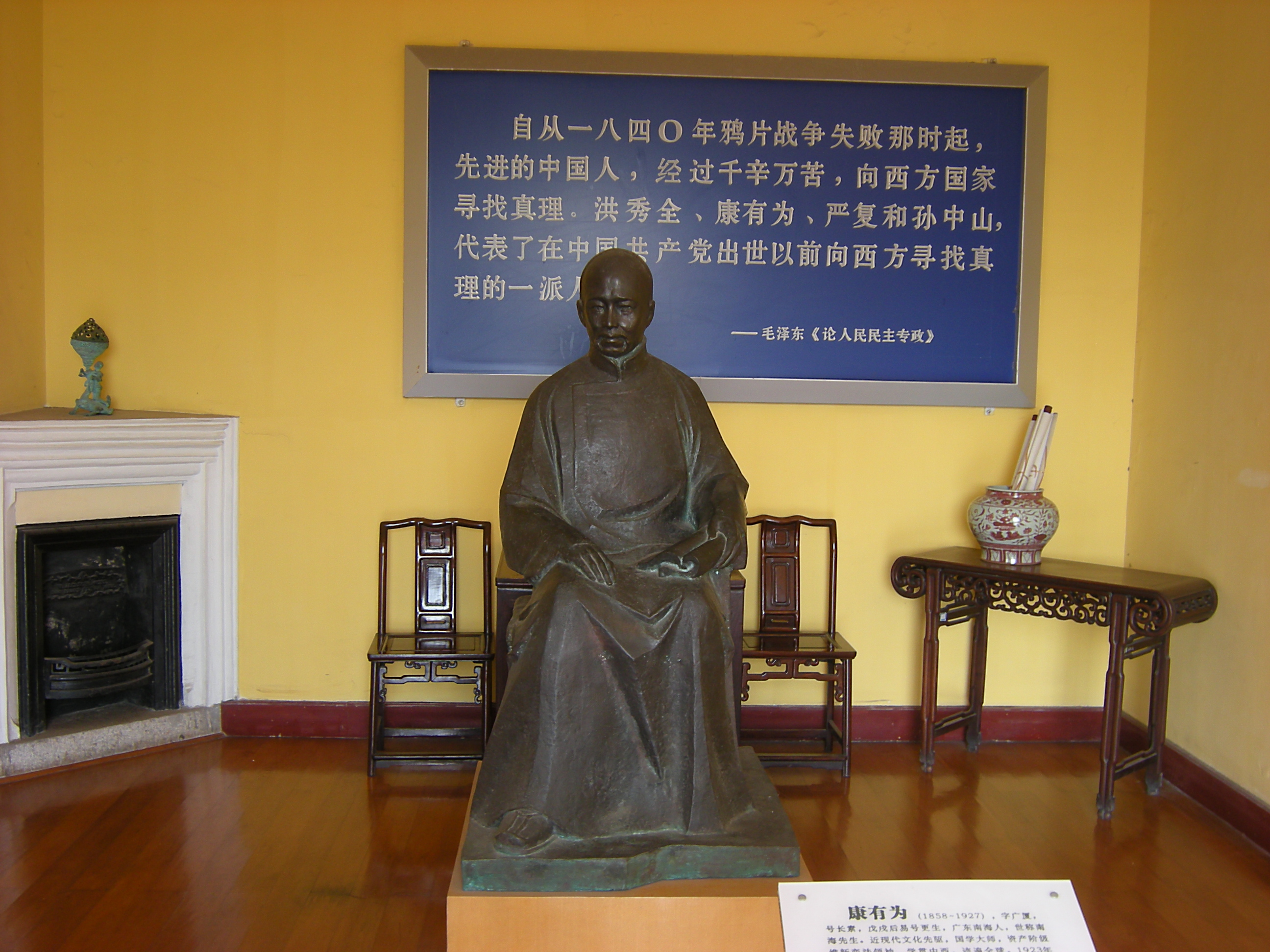
Статуя Кан Ювэя в доме-музее в Циндао

Кан Ювэй отличался высокой самооценкой, доходившей до самомнения, что многократно отмечалось современниками. Он рано осознал себя гением, окружающие поддерживали в нём это ощущение; так, ещё в 1869 году 11-летний Ювэй написал поэму по случаю празднества «лодок-драконов» и немедленно был провозглашён односельчанами «чудо-ребёнком» (кит. 神童), это привело «к чувству превосходства над всеми окружающими».
Современников раздражало несоответствие между теориями Кан Ювэя и его образом жизни. Ученик Лу Найсян в 1929 году писал в его биографии:

Он ежедневно призывал прекратить убийства, а сам каждый день ел мясо; ежедневно проповедовал единобрачие, а сам взял наложницу, ибо не имел сына; ежедневно проповедовал равенство полов, но [женщины]-домочадцы его не наслаждались свободой; каждый день он рассуждал о равенстве людей, но всё же держал рабынь и слуг.
Выдающийся китайский конфуцианец Лян Шумин отмечал, что на раннем этапе Кан Ювэй несомненно обладал талантом и энергией, которые выделяли его на фоне других интеллектуалов, однако его самомнение превосходило его заслуги: 

В самом начале он действительно был неподражаем. Он был предводителем реформаторского крыла, инициировал «сто дней реформ», это было потрясающе, за это мы все, конечно же, почитаем его. Однако в последующем он непрестанно дурачил людей. Кан был хроническим лжецом и в то же время отличался чрезмерным самолюбием.
По Лян Шумину лживость Кан Ювэя проявлялась как в писательской деятельности — некоторые новые работы он датировал задним числом, чтобы они выглядели старше, — так и в повседневной жизни. Лян Шумин приводил историю, когда Кан Ювэй обратился к владельцу ломбарда с просьбой показать ему дорогостоящую картину, сданную кем-то в залог. Владелец, испытывавший пиетет к мыслителю, не только показал картину, но и позволил Кану забрать её домой на несколько дней полюбоваться. Впрочем, Кан и не думал возвращать картину; в итоге владельцу ломбарда пришлось звать людей и отнимать свою собственность силой.
В академических вопросах Кан Ювэй мог признавать собственные ошибки, но не терпел критики. Если окружающие не соглашались с ним, он просто объявлял их «заблужденцами». Самоуверенность была важнейшим свойством характера Кан Ювэя; по воспоминаниям близких, он почти никогда не испытывал неуверенности или сомнений в собственной правоте (по крайней мере внешне). Догматизм не единожды отталкивал от Кан Ювэя сторонников, препятствуя осуществлению планов. В «Автобиографии» он вспоминал, что когда 11 июня 1898 года император Гуансюй официально разрешил свободное выражение мнения, один из первых же поданных на Высочайшее имя меморандумов призывал к казни Кан Ювэя и Лян Цичао, а учёные провинции Чжили желали его убить.

## Религиозные взгляды и самоидентификация
Кан Ювэй очень рано осознал себя равным совершенномудрым древности и утверждал, что прозрел в себе это качество ещё в возрасте 12 лет. В один из периодов жизни Кан Ювэй даже ставил себя выше Конфуция. В Да тун шу он выразил эту мысль в чрезвычайно откровенном виде:

Моё учение о Великом Единении спасёт не только кровь и плоть народа, но избавит от страданий души совершенномудрых, святых и Будд. Конфуций не смог распространить своё учение по империи Чжоу, и оно было сокрыто; Иисус Христос не смог распространить своё учение и был распят; Сократ (кит. трад. 索格拉底, пиньинь Suǒgēlāde) не смог защитить себя и был брошен в тюрьму; Будде не помогли уход из семьи и аскетическая жизнь; Магомет (кит. трад. 摩訶末, пиньинь Móhēmò), подвергнув себя бесчисленным опасностям, не сумел завоевать весь мир; пусть даже они и достигли великой радости, разве им можно позавидовать?! Неужели я, Кан Ювэй, создав учение об Эре Великого Единения (кит. 大同世), размышляя о великом блаженстве, должен жертвовать собой, пренебрегая великими опасностями, идти на верную смерть?! Увы, я рождён в Век Хаоса и, будучи простым смертным, обладаю душой того, кого называют совершенномудрым небожителем и Буддой!— Перевод Д. Е. Мартынова
Несмотря на претензии на божественность, Кан Ювэй доверял традиционным гадательным практикам. В «Автобиографии» описано, как за месяц до государственного переворота 1898 года он изучал физиогномику и ауру Тань Сытуна и Линь Сюя, предсказав мученическую смерть обоих. Доверял он и геомантии (фэншуй): в 1923 году, обозревая Цзинань, он предложил перенести город, ибо нынешнее его местоположение не отвечало канонам фэншуй. Точно так же он советовался с геомантом, определяя место захоронения законной супруги и своё собственное.

## Память

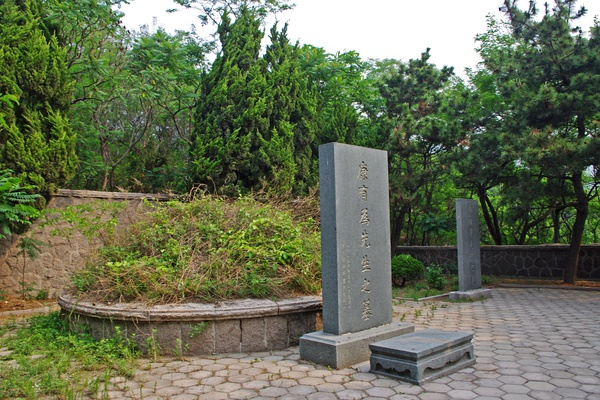
Могила Кан Ювэя. Фото 2011 года

Останки Кан Ювэя с 1927 по 1945 год находились в деревне Лицунь близ горы Цзаоршань, в 1929 году там был установлен памятник высотой 2,2 м. В 1945 году Кан был официально перезахоронен в Циндао, а в октябре следующего года на могиле Кана прошла церемония установки мемориальной плиты. Во время «Культурной революции» Кан Ювэй рассматривался как самый ярый сторонник сохранения власти императора. Его могила была осквернена хунвейбинами и ограблена, останки были пронесены по улицам города. После глумления череп и некоторые реликвии были сохранены Ван Цзицинем — сотрудником музея Циндао. В 1984 году было принято решение официально перезахоронить Кан Ювэя. Церемония у горы Фушань была проведена 20 октября 1985 года, был установлен монумент в его честь. С 1992 года монумент охраняется государством как региональный объект культурного наследия. Дом Кан Ювэя в Циндао (проспект Фушаньчжи, 5) в 2000 году был отреставрирован, с 2001 года там располагается музей. Дом является охраняемым объектом провинциального значения.

### Историография
Первую биографию Кан Ювэя написал Лян Цичао в 1901 году, она была напечатана в одном из журналов, издаваемых реформаторами. Первый целостный очерк философии Кан Ювэя, хотя и очень краткий, был представлен в книге «Современная китайская философия» Цутида Кёсона (яп. 土田杏村) в 1927 году. В 1927—1930 годах были опубликованы биографии, написанные учениками — Чжао Фэнтянем и Лу Найсяном. В том же 1930 году Кан Тунби написала продолжение «Автобиографии» своего отца, но опубликовано оно было намного позже. В 1930-е годы к исследованию творчества Кан Ювэя обращались Фэн Юлань и Цянь Му, а также немецкие синологи — Вольфганг Франке и Альфред Форке.
В 1950-е годы интерес к наследию Кан Ювэя был высок во всём мире. В Китае в 1955—1957 годах была проведена большая академическая дискуссия по вопросу, был ли Кан предтечей коммунистического учения или «буржуазным националистом». К 100-летию мыслителя в Китае были переизданы некоторые его труды, в том числе Да тун шу, и впервые опубликована «Автобиография». В 1958 году Лоренс Томпсон издал сокращённый перевод Да тун шу на английский язык (переиздан в 2008 году), в 1959 году вышла книга С. Л. Тихвинского «Движение за реформы в Китае в конце XIX века и Кан Ю-вэй» (переиздавалась в 1980 и 2006 годах, в 1962 году переведена на китайский язык).
В 1967 году были опубликованы материалы симпозиума, проведённого под руководством внука мыслителя — профессора Ло Жунбана. Труд разделялся на биографический и исследовательский разделы. В первом были опубликованы английский перевод «Автобиографии» Кан Ювэя (доведённой автором до 1898 года) и «Продолжение» Ло Жунбана, содержащее краткое изложение событий жизни мыслителя в 1898—1927 годах. В исследовательской части были представлены статьи ведущих китаеведов — Чэнь Юнцзе, Сяо Гунцюаня, Гельмута Вильгельма и др., в которых была научно поставлена проблема соотношения философии Кан Ювэя с современной наукой и философией западного мира, рассматривались поэтика литературного наследия, а также взгляды на устройство Вселенной. В 1975 году вышло в свет самое фундаментальное биографическое исследование жизни и учения Кан Ювэя, выполненное Сяо Гунцюанем; аналогов этой биографии нет и по сей день. В 1997 году она была переведена на китайский язык.
Начиная с 1970-х годов труды Кан Ювэя постоянно издаются и переиздаются в Китае, в 1989 и 2007 годах выходили в свет полные собрания сочинений мыслителя. До начала 2000-х годов было опубликовано более 400 исследований, посвящённых различным аспектам философских и научных теорий Кан Ювэя.

### Кинематограф
Одним из первых образ Кан Ювэя в кино был выведен в 1948 году в фильме «Неофициальная история Цинского двора» (кит. 清宮秘史). В роли императора — Шу Ши, Кан Ювэя — Сюй Ли (эпизодическая). К 100-летию Движения за реформы 1898 года был поставлен телесериал «Повествование о буре года у-сюй» (кит. 戊戌風云). В роли Кан Ювэя — Сю Цзунди. В 2004 году Гуандунское телевидение представило сериал «Молодые годы Кан Ювэя» (кит. 少年康有為), в главной роли — Дэн Чао.
Гонконгский режиссёр Чэнь Яочэн в 2010 году создал документальный фильм «Великое единение: Кан Ювэй в Швеции» (кит. 大同：康有為在瑞典). Он включал и постановочные эпизоды, в которых Кан Ювэя играл Ляо Цичжи, а его дочь Кан Тунби — бывшая гонконгская балерина Чэнь Линчжи.

## Комментарии
1. ↑  Как всякий представитель старой китайской интеллигенции, Кан Ювэй носил множество имён. Официальное имя (цзы, кит. 字) — Гуанся (кит. трад. 廣廈, пиньинь Guǎngxià), прозвища — Цзуи (кит. трад. 祖詒, пиньинь Zŭyí), Гэншэн (кит. трад. 更甡, пиньинь Gēngshēn), Минъи (кит. трад. 明夷, пиньинь Míngyí). Последнее — название его токийского дома, в честь гексаграммы № 36 И-цзина — «Поражение света». Среди его литературных псевдонимов чаще использовались Чансу (кит. трад. 長素, пиньинь Chángsù) и Наньхай (кит. трад. 南海, пиньинь Nánhǎi) — в честь уезда, откуда он был родом. В конце жизни использовал псевдоним «Отшельник — небесный странник» (кит. трад. 天游化人, пиньинь Tiānyóu Huàrén).
2. ↑  Была написана по просьбе учеников в 1898 году, уже после бегства в Японию. Рукопись и несколько списков с неё долгое время были доступны лишь узкому кругу лиц. К 100-летию Кан Ювэя в 1958 году рукопись была напечатана, и с тех пор «Автобиография» регулярно переиздаётся. В 1967 году она была переведена на английский язык, а в 2010 году — на русский.
3. ↑  В 1836 году начинающий педагог Чжу Цыци был некоторое время наставником будущего вождя Тайпинского восстания Хун Сюцюаня (Тихвинский С. Л. Движение за реформы в Китае в конце XIX века и Кан Ювэй // Избранные произведения. Т. 1. — М., 2006. — С. 77.).
4. ↑  Экзамен сянши (кит. упр. 乡试, пиньинь xiāngshì) проводился на соискание второй конфуцианской степени цзюйжэнь (кит. трад. 舉人, пиньинь jǔrén), чаще всего в провинции. В 1882 году Кан Ювэй не сумел сдать его. Неудачной оказалась и попытка 1885 года, которая привела к тяжёлому нервному срыву (Мартынов Д. Е. Кан Ю-вэй — жизнеописание. — Казань, 2010. — С. 116.).
5. ↑  Ошибка Кан Ювэя: по состоянию на 1890 год население Бразилии превышало 14 млн человек (Водовозов В. В. Бразилия // Энциклопедический словарь Брокгауза и Ефрона : в 86 т. (82 т. и 4 доп.). — СПб., 1890—1907.).
6. ↑  Ученик Кан Ювэя — Чэнь Цяньцю. В 1895 году он скончался от туберкулёза.
7. ↑  Считается, что после сожжения конфуцианских канонов в 213 году до н. э. они были восстановлены в начале II в. до н. э. по памяти старыми наставниками и записаны реформированными Цинь Шихуаном иероглифами. В I в. до н. э. возникла конкурирующая «школа канонов в древних знаках» (гувэньцзин-сюэ). Она основывалась на текстах, написанных дореформенным стилем. Согласно «Хань шу» (I в.), эти тексты якобы были обнаружены Гун-ваном, правителем уезда Лу, в стене дома, принадлежавшего Конфуцию. Таким образом, возникли два набора конфуцианских текстов, отличающихся структурой и содержанием. (Юркевич А. Г. Цзин-сюэ // Духовная культура Китая: энциклопедия: в 5 т. / Гл. ред. М. Л. Титаренко; Ин-т Дальнего Востока. — М.: Вост. лит., 2006. Т. 1. Философия / ред. М. Л. Титаренко, А. И. Кобзев, А. Е. Лукьянов. — 2006. — 727 с. — С. 529—532.)
8. ↑  Сяо Гунцюань писал, что это не соответствовало действительности: женихов своим дочерям приискал отец. (Hsiao Kung-chuan. A Modern China and a New World — K`ang Yu-wei, Reformer and Utopian, 1858—1927. — Seattle and London, 1975. — P. 11.)
9. ↑  Она основала и стала редактором первого журнала для женщин в Китае — Нюй сюэ бао (кит. 女學報).
10. ↑  В могиле были найдены жемчужное с золотом ожерелье, признанное изготовленным в Америке, нефритовые поясные подвески, печать, удостоверяющая за Кан Ювэем звание учителя; кроме того, в руки покойного были вложены индийские и японские золотые монеты.